# Liste der Kulturdenkmäler im Hamburger Bezirk Altona
Dies ist eine veraltete Liste. Maßgeblich sind die Listen der Kulturdenkmäler in Hamburg nach dem Hamburger Denkmalschutzgesetz vom 5. April 2013, die wegen ihrer Größe nach Stadtteilen aufgeteilt sind.
Die folgende Liste enthält die in der Denkmalliste ausgewiesenen Denkmäler auf dem Gebiet der Freien und Hansestadt Hamburg, Bezirk Altona.
Hinweis: Die Reihenfolge der Denkmäler in dieser Liste orientiert sich an den Stadtteilen und ist alternativ nach Denkmallistennummer, Straße oder Beschreibung sortierbar.
Basis ist die Denkmalliste (Stand: 21. November 2012) des Denkmalschutzamtes Hamburg. Diese enthält alle Objekte, die rechtskräftig nach dem Hamburger Denkmalschutzgesetz unter Denkmalschutz stehen (§ 5 DSchG HA) oder zumindest zeitweise standen. Darüber hinaus führt das Denkmalschutzamt eine noch umfangreichere Liste der erkannten Denkmäler (§ 7 a DSchG HA) mit den als schutzwürdig erkannten Objekten, für die das Gesetz bereits Auflagen bei Veränderungen bis zu einer möglichen Unterschutzstellung vorsieht.

| lfd. Nr.    | Adresse | Kurzbeschreibung | Eintragung | Löschung   | Stadtteil       | Bild                                                       |
| ----------- | --- | --- | ---------- | ---------- | --------------- | ---------------------------------------------------------- |
| 19          | Antonistraße | St.-Pauli-Kirche | 28.03.1922 |            | Altona-Altstadt |                                                            |
| 145         | Kirchenstraße 40, Königstraße 11 | St. Trinitatis, evangelisch-lutherische Hauptkirche in Hamburg Altona. Kreuzförmiger Grundriss (griechisches Kreuz) mit rechteckig geschlossenen Querarmen, dreiseitigem Ostabschluss und einbezogenem Westturm. Backsteinmauerwerk mit Sandsteingliederungen. Ursprünglich teils mit Kupfer, teils mit Pfannen gedecktes Mansarddach über der Vierung | 24.01.1940 |            | Altona-Altstadt |                                                            |
| 153         | Hinrich-Lohse-Straße (1937–1945; vorher und seither Königstraße) | die Heiligengeist-Kapelle (zerstört) | 24.01.1940 | 01.11.1948 | Altona-Altstadt |                                                            |
| 154         | Altonaer Rathausmarkt | das alte Rathaus in Altona | 24.01.1940 | 18.09.1947 | Altona-Altstadt |                                                            |
| 161         | Palmaille 29 | Vorstadthaus | 24.01.1940 | 08.03.1954 | Altona-Altstadt |                                                            |
| 162         | Palmaille 35 | Vorstadthaus | 24.01.1940 | 08.03.1954 | Altona-Altstadt |                                                            |
| 163         | Palmaille 49 | freistehender klassizistischer Putzbau auf rechteckigem Grundriss mit flachem vorspringenden Walmdach. Zweigeschossig mit Mezzanin, von fünf Fensterachsen Breite, an den Seitenfronten drei Fensterachsen. Beiderseits an die Fassade anschließende eingeschossige, zur Straße mit quaderverputzten Mauern abgeschlossene Flügelbauten. Erbaut 1801/04 von C. F. Hansen | 24.01.1940 |            | Altona-Altstadt |                                                            |
| 164         | Palmaille 70 | Vorstadthaus | 24.01.1940 | 08.03.1954 | Altona-Altstadt |                                                            |
| 165         | Palmaille 100 | schlichter dreigeschossiger Putzbau, zwischen 1788 und 1795 erbaut | 24.01.1940 |            | Altona-Altstadt |                                                            |
| 166         | Palmaille 116 | zweigeschossiges Vorstadthaus in Putzbauweise mit Mezzanin und flachem Walmdach, 1803/04 von C. F. Hansen erbaut | 24.01.1940 |            | Altona-Altstadt |                                                            |
| 281         | Große Johannisstraße 72 (ehem.) | die ehemalige königliche Münze in Hamburg Altona (H-J-Heim) | 12.03.1943 | 18.09.1947 | Altona-Altstadt |                                                            |
| 282         | Fischmarkt | Fischmarktbrunnen, Brunnen von achteckiger, länglicher Form, ca. 2 m hoch, in flach vertiefte Felder aufgeteilt. In den sechs schmalen Feldern Reliefs mit Blumenfestons, in den beiden breiten Feldern je ein Relief mit der Darstellung von Amor und Psyche, bekrönt durch Lambrequin. Oberer Abschluss durch kräftig profiliertes, abgestuftes Gesims. Auf der vorderen Ausbuchtung Delphinenpaar. Auf dem gegenüberliegenden Brunnenrand auf Postament Statue der Minerva mit Speer und Schild | 12.03.1943 |            | Altona-Altstadt |                                                            |
| 284         | Hinrich-Lohse-Straße 149 (1937–1945; vorher und seither Königstraße) | ehemaliges Waisenhaus (zerstört) | 12.03.1943 | 01.11.1948 | Altona-Altstadt |                                                            |
| 286         | Palmaille (hinter Nr. 45) | Helgoland-Denkmal | 12.03.1943 |            | Altona-Altstadt |                                                            |
| 286         | Struenseestraße | Grabsteine und Erinnerungsmale bei der ehemaligen Heiligen-Geist-Kapelle | 12.03.1943 |            | Altona-Altstadt |                                                            |
| 287         | Norderreihe, Wohlersallee | Grabstelle von Chemnitz auf dem ehemaligen Friedhof Norderreihe. Hinweis: Weitere Grabmale und Grabstätten wurden am 15. Januar 1958 unter der Nummer 452 in die Denkmalliste eingetragen. | 12.03.1943 |            | Altona-Altstadt |                                                            |
| 288         | Große Prinzenstraße 22, 24, 26, 42, 44, 46, Bei der Hauptkirche 1, Hauptkirche Altona, Trinitatiskirche | Umgebung der Hauptkirche Hamburg-Altona, Trinitatiskirche | 12.03.1943 |            | Altona-Altstadt |                                                            |
| 289         | Große Johannisstraße 26 (ehem.) | Portal (1943 zerstört) | 12.03.1943 | 18.09.1947 | Altona-Altstadt |                                                            |
| 364         | Palmaille 59 | mit dem Gebäude Palmaille 61 zweigeschossiger Putzbau mit Mezzanin von sieben Achsen; fünfachsige Mittelfront, einachsige Seitenrisalite. Erbaut 1824/25 von J. M. Hansen | 01.11.1948 |            | Altona-Altstadt |                                                            |
| 365         | Palmaille 61 | mit dem Gebäude Palmaille 59 zweigeschossiger Putzbau mit Mezzanin von sieben Achsen; fünfachsige Mittelfront, einachsige Seitenrisalite. Erbaut 1824/25 von J. M. Hansen | 01.11.1948 |            | Altona-Altstadt |                                                            |
| 366         | Palmaille 65 | dreigeschossiger Putzbau mit Mezzanin von drei Achsen. Flachgiebel. Erbaut 1824/25 von J. M. Hansen 136 | 01.11.1948 |            | Altona-Altstadt |                                                            |
| 367         | Palmaille 120 | Putzbau von 1802 von C. F. Hansen, später erheblich verändert | 01.11.1948 |            | Altona-Altstadt |                                                            |
| 377         | Palmaille 53, 55 | Doppelhaus. Dreigeschossiger Putzbau mit gequadertem Kellergeschoss von sieben Achsen. Erbaut 1824/25 von J. M. Hansen | 05.09.1949 |            | Altona-Altstadt |                                                            |
| 401         | Palmaille 57 | dreigeschossiger Putzbau von drei Achsen. Gequadertes Erdgeschoss mit Mittelrisalit und Rundbogenportal. Erbaut 1824/25 von J. M. Hansen | 19.12.1952 |            | Altona-Altstadt |                                                            |
| 452         | Norderreihe, Wohlersallee | verschiedene Grabmale und Grabstätten auf dem evangelischen Friedhof Norderreihe. Hinweis: Die Grabstelle von Chemnitz wurde bereits am 12. März 1943 unter der Nummer 287 in die Denkmalliste eingetragen. | 15.01.1958 |            | Altona-Altstadt |                                                            |
| 460         | Palmaille 112 | schlichter zweigeschossiger Putzbau von fünf Achsen, 1797/98 von C. F. Hansen erbaut | 23.10.1958 |            | Altona-Altstadt |                                                            |
| 469         | Königstraße | Jüdischer Friedhof Altona | 17.03.1960 |            | Altona-Altstadt |                                                            |
| 493         | Palmaille 118 | zweigeschossiger Putzbau von drei Achsen mit flachem Walmdach und einem Rundbogenportal in der Mittelachse, 1803/04 von C. F. Hansen erbaut | 16.01.1961 |            | Altona-Altstadt |                                                            |
| 573         | Lange Straße 6 | das klassizistische Wachgebäude ehemalige „Paulus Wache“, kleiner, eingeschossiger Bau mit Walmdach, 1815 errichtet | 29.12.1977 |            | Altona-Altstadt |                                                            |
| 650         | Ehrenbergstraße 60 | Doppelhaushälfte aus der Zeit um 1850 Hinweis: Das Ensemble-Teil Ehrenbergstraße 53 wurde am 28. Juni 2011 unter der gleichen Denkmallisten-Nummer in die Denkmalliste eingetragen. | 15.04.1982 |            | Altona-Altstadt |                                                            |
| 650         | Ehrenbergstraße 53 | Etwa 1853/1854 als dreigeschossiges Etagenhaus errichtetes Eckgebäude als Teil des Ensembles Ehrenbergstraße 53, 58-60, 62, Schillerstraße 53 Hinweis: Das Ensemble-Teil Ehrenbergstraße 60 wurde am 15. April 1982 unter der gleichen Denkmallisten-Nummer in die Denkmalliste eingetragen. | 28.06.2011 |            | Altona-Altstadt |                                                            |
| 691         | Billrothstraße 77 | ehemalige Altonaer Speiseanstalt | 01.11.1983 |            | Altona-Altstadt |                                                            |
| 710         | Hospitalstraße 44 | dreigeschossiges Gebäude, erbaut 1893 | 17.04.1984 |            | Altona-Altstadt |                                                            |
| 740         | Große Elbstraße 9 | die ehemalige Fischauktionshalle | 03.12.1984 |            | Altona-Altstadt |                                                            |
| 747         | Max-Brauer-Allee 134, 136, Hospitalstraße 107, 109, August-Lütgens-Park, Holstenstraße 108, 110 | das ehemalige Allgemeine Krankenhaus Altona als Gesamtanlage, insbesondere bestehend aus dem Haupthaus nebst Anbauten, ehemaligem Schwesternwohnhaus, Jenckelhaus, Haus II und III mit einem Teil der parkartig gestalteten Freiflächen. Die Kartierung mit den Grenzen der Gesamtanlage ist in der Denkmalliste hinterlegt. | 28.02.1985 |            | Altona-Altstadt | Altes Krankenhaus an der Max-Brauer-Allee                  |
| 755         | Palmaille 104 | Bürgerhaus von 1780/90 | 29.04.1985 |            | Altona-Altstadt |                                                            |
| 756         | Palmaille 106 | Bürgerhaus von 1780/90 | 29.04.1985 |            | Altona-Altstadt |                                                            |
| 804         | Königstraße 30 | gründerzeitliches Geschäfts- und Wohnhaus, erbaut um 1890 | 28.07.1986 |            | Altona-Altstadt |                                                            |
| 848         | Mörkenstraße 55, 55 a und b | Gebäudegruppe, Terrasse in Sahlhaustradition aus dem dritten Viertel des 19. Jahrhunderts | 25.11.1987 |            | Altona-Altstadt |                                                            |
| 849         | Thedestraße 108, Govertsweg 1 | das ehemalige Thedebad von 1880/81 nach Entwürfen des Architekten A. Petersen mit späteren Veränderungen | 03.12.1987 |            | Altona-Altstadt |                                                            |
| 873         | Palmaille 126, 126 a–b, 130, 130 a–b | Gründerzeit-Gesamtanlage von 1890, insbesondere bestehend aus dem Vorderhaus, dem Hofraum mit Grünfläche und Rondell sowie dem Hinterhaus und dessen rückwärtigen Freiflächen. Die Kartierung mit den Grenzen der Gesamtanlage ist in der Denkmalliste hinterlegt. | 27.06.1988 |            | Altona-Altstadt |                                                            |
| 992         | Große Elbstraße 277, 279 | Halle D, 1924 als Schuppen F der Quai- und Lagerhaus-Gesellschaft im Stil des Neuen Bauens der zwanziger Jahre errichtet | 16.07.1992 |            | Altona-Altstadt |                                                            |
| 1001        | Max-Brauer-Allee 34 | Speicher von ca. 1893 mit seiner hölzernen Innenkonstruktion | 23.11.1992 |            | Altona-Altstadt | (Außenansicht)                                             |
| 1021        | Schillerstraße 7 | Backsteingebäude mit H-förmigem Grundriss sowie einem Treppenhaus mit Kreuzrippenwölbungen, 1891 nach Plänen des Garnison-Bauinspektors Goebel als Garnisonsintendantur errichtet | 27.07.1993 |            | Altona-Altstadt |                                                            |
| 1026        | Schillerstraße 29 | Vordergebäude, kurz vor 1860 errichtetes Handwerkerwohnhaus mit Fassadengestaltung nach dem Vorbild des romantischen Historismus | 12.10.1993 |            | Altona-Altstadt |                                                            |
| 1031        | Große Elbstraße 68, De-Voß-Straße 5, 7, Buttstraße | ehemalige Mälzerei Naefeke, die als Nachfolgerin der Dolck'schen Brauerei seit 1876 am Altonaer Hafen produzierte, bestehend aus mehreren miteinander verbundenen Einzelgebäuden verschiedener Entstehungszeit | 14.12.1993 |            | Altona-Altstadt |                                                            |
| 1076        | Große Elbstraße 39 | traditioneller Speicherbau aus dem späten 19. Jahrhundert | 19.03.1996 |            | Altona-Altstadt |                                                            |
| 1080        | Bei der Johanniskirche | St. Johanniskirche in Hamburg-Altona, erbaut 1867/73 nach Entwürfen von Johannes Otzen, und das Grundstück als deren Umgebung. Hinweis: Das Einfamilienhaus Bei der Johanniskirche 12, wurde als Teil des Ensembles Bei der Johanniskirche am 8. Oktober 2001 unter der Nummer 1308 in die Denkmalliste eingetragen. Die Ensemble-Teile Bei der Johanniskirche 3-11, 13-19 wurden am 11. Oktober 2012 unter derselben Nummer in die Denkmalliste eingetragen. | 02.04.1996 |            | Altona-Altstadt |                                                            |
| 1080        | Bei der Johanniskirche 3-11, 13-19 | Ensemble-Teile Bei der Johanniskirche 3 (nicht konstituierend), 4-9a, 10 (nicht konstituierend), 11, 13-19, als Teil des städtebaulichen Ensembles aus dem späten 19. Jahrhundert mit der Kirche St. Johannis (Bei der Johanniskirche 22) als Kernpunkt der Anlage, ihrer Umgebung mit Straßen- und Platzanlage einschließlich des Kriegerdenkmals- sowie deren architektonischen Fassung mit den maßgebenden niedrigen Stadthäusern Bei der Johanniskirche 3-20 Hinweis: Die Ensemble-Teile Bei der Johanniskirche 22 (Johanniskirche) wurden am 2. April 1996 unter derselben Nummer und Bei der Johanniskirche 12 am 8. Oktober 2001 unter der Nummer 1308 in die Denkmalliste eingetragen. | 11.10.2012 |            | Altona-Altstadt | Hausnummern 17-19 Hausnummern 6-9a                         |
| 1087        | Bernstorffstraße 133, 135, 137 | Dreitüren-Wohnhaus von 1860. Hinweis: Das Gebäude Bernstorffstraße 131 wurde am 20. Februar 2002 als Teil des Ensembles Bernstorffstraße 121-141 unter derselben Nummer in die Denkmalliste eingetragen, am 18. August 2003 Bernstorffstraße 121, 125, 127, 141, am 25. August 2003 Bernstorffstraße 129 und am 1. Dezember 2003 Bernstorffstraße 139. | 12.06.1996 |            | Altona-Altstadt |                                                            |
| 1087        | Bernstorffstraße 131 | zweigeschossiges vorgründerzeitliches Wohnhaus, Teil des Ensembles Bernstorffstraße 121-141. Hinweis: Unter derselben Nummer wurden die anderen Teile des Ensembles in die Denkmalliste eingetragen am 12. Juni 1996 Bernstorffstraße 133, 135, 137, am 18. August 2003 Bernstorffstraße 121, 125, 127, 141, am 25. August 2003 Bernstorffstraße 129 und am 1. Dezember 2003 Bernstorffstraße 139. | 20.02.2002 |            | Altona-Altstadt |                                                            |
| 1087        | Bernstorffstraße 121, 125, 127, 141 | zweigeschossige vorgründerzeitliche Wohnhäuser, Teile des Ensembles Bernstorffstraße 121-141. Hinweis: Unter derselben Nummer wurden die anderen Teile des Ensembles in die Denkmalliste eingetragen am 12. Juni 1996 Bernstorffstraße 133, 135, 137, am 20. Februar 2002 Bernstorffstraße 131, am 25. August 2003 Bernstorffstraße 129 und am 1. Dezember 2003 Bernstorffstraße 139. | 18.08.2003 |            | Altona-Altstadt |                                                            |
| 1087        | Bernstorffstraße 129 | zweigeschossiges vorgründerzeitliches Wohnhaus, Teil des Ensembles Bernstorffstraße 121-141. Hinweis: Unter derselben Nummer wurden die anderen Teile des Ensembles in die Denkmalliste eingetragen am 12. Juni 1996 Bernstorffstraße 133, 135, 137, am 20. Februar 2002 Bernstorffstraße 131, am 18. August 2003 Bernstorffstraße 121, 125, 127, 141 und am 1. Dezember 2003 Bernstorffstraße 139. | 25.08.2003 |            | Altona-Altstadt |                                                            |
| 1087        | Bernstorffstraße 139 | zweigeschossiges vorgründerzeitliches Wohnhaus, Teil des Ensembles Bernstorffstraße 121 bis 141. Hinweis: Unter derselben Nummer wurden die anderen Teile des Ensembles in die Denkmalliste eingetragen am 12. Juni 1996 Bernstorffstraße 133, 135, 137, am 20. Februar 2002 Bernstorffstraße 131, am 18. August 2003 Bernstorffstraße 121, 125, 127, 141 und am 25. August 2003 Bernstorffstraße 129. | 01.12.2003 |            | Altona-Altstadt |                                                            |
| 1129        | Chemnitzstraße 132, 134, 136 | um 1870 errichtetes Wohnhaus | 14.04.1997 |            | Altona-Altstadt |                                                            |
| 1131        | Antonistraße 12, Heidritterstraße 12, Pinnasberg 80, 81 | Kirchhof der St. Pauli-Kirche als Gesamtanlage, bestehend aus dem ehemaligen Kirchhof mit Wegenetz und Baumbestand und den dort noch vorhandenen Grabmälern, der Treppenanlage und der Einfriedung, insbesondere dem Tor und den beiden Granitpfosten an der Antonistraße, den beiden Pastorenhäuser am Pinnasberg 80 und 81, der ehemaligen Kirchenschule an der Antonistraße 12 und dem Gebäude Heidritterstraße 12 sowie der St.-Pauli-Kirche als Einzelkulturdenkmal. Die Kartierung mit den Grenzen der Gesamtanlage ist in der Denkmalliste hinterlegt. Hinweis: Die St.-Pauli-Kirche wurde bereits am 28. März 1922 unter der Nummer 19 in die Denkmalliste eingetragen. | 30.04.1997 |            | Altona-Altstadt |                                                            |
| 1140        | Fischmarkt 2 a | 1910 als Eilguthalle für den Eisenbahn-Fischversand errichtetes Gebäude mit vier aufgesetzten Wohngeschossen | 08.08.1997 |            | Altona-Altstadt |                                                            |
| 1164        | Wohlers Allee 62 | um 1875 errichtetes, zweigeschossiges Putzgebäude | 18.02.1998 |            | Altona-Altstadt |                                                            |
| 1168        | Lessers Passage 2-10, Königstraße 32 | Ensemble, bestehend aus Wohnhäusern sowie einem Wohn- und Geschäftshaus mit Tordurchfahrt zur Passage, errichtet überwiegend in den 1860er Jahren | 18.03.1998 |            | Altona-Altstadt |                                                            |
| 1209        | Große Elbstraße 27 | ehemalige Hafengroßmühle H. W. Lange, 1841 als eine der ersten Dampfmühlen in Norddeutschland gegründet, massive Backsteinbauten von 1880, später erweitert und aufgestockt | 01.02.1999 |            | Altona-Altstadt |                                                            |
| 1253        | Max-Brauer-Allee 62, 64 | Teil des Ensembles Max-Brauer-Allee 60, 62, 64, das aus zwei 1952–1956 nach Plänen von Bernhard Hermkes errichteten Bürogebäuden mit Loch- und Skelettfassaden besteht. Hinweis: Das Gebäude Max-Brauer-Allee 60 wurde am 22. September 2000 unter derselben Nummer in die Denkmalliste eingetragen. | 04.07.2000 |            | Altona-Altstadt |                                                            |
| 1253        | Max-Brauer-Allee 60 | Teil des Ensembles Max-Brauer-Allee 60, 62, 64, das aus zwei 1952–1956 nach Plänen von Bernhard Hermkes errichteten Bürogebäuden mit Loch- und Skelettfassaden besteht. Hinweis: Das Gebäude Max-Brauer-Allee 62, 64 wurde bereits am 4. Juli 2000 unter derselben Nummer in die Denkmalliste eingetragen. | 22.09.2000 |            | Altona-Altstadt |                                                            |
| 1284        | Köhlbrandtreppe, Köhlbrandtreppe 1 | Ensemble, bestehend aus der Freitreppenanlage und dem von den Architekten Schaar und Hintzpeter entworfenen Etagenwohnhaus, entstanden 1891 | 05.04.2001 |            | Altona-Altstadt |                                                            |
| 1308        | Bei der Johanniskirche 12 | um 1875 nach den Plänen des Architekten John Grimm errichtetes, zweigeschossiges städtisches Einfamilienhaus mit Souterrain, Teil des Ensembles Bei der Johanniskirche, bestehend aus der St. Johanniskirche, ihrer Umgebung mit Straßen- und Platzanlage Bei der Johanniskirche, einschließlich des Kriegerdenkmals, und den Häusern Bei der Johanniskirche 3-20. Hinweis: Die St. Johanniskirche und das Grundstück sind bereits seit dem 2. April 1996 unter der Nummer 1080 in der Denkmalliste verzeichnet. | 08.10.2001 |            | Altona-Altstadt |                                                            |
| 1674        | Paulsenplatz 12 | 1892 nach Plänen des Architekten W. Krümicken erbautes Etagenwohnhaus als Teil des Ensembles Dohrnweg 1-5, Paulsenplatz 3-12, Mistralstraße 7-9, 2-8, Stresemannstraße 66-68 a | 18.09.2008 |            | Altona-Altstadt |                                                            |
| 1685        | Max-Brauer-Allee 24 | in der zweiten Hälfte des 19. Jahrhunderts erbauter Gartenpavillon | 20.11.2008 |            | Altona-Altstadt |                                                            |
| 1776        | Hospitalstraße östlich Nummer 79 (Hinterhaus) | etwa um 1880 erbautes dreigeschossiges Speichergebäude als Einzeldenkmal und zugleich Teil des Ensembles Hospitalstraße 69-95 a samt Hinterhaus östlich Nummer 79, Esmarchstraße 56-68, Virchowstraße 65 a-81, Chemnitzstraße 42, 44 | 11.08.2009 |            | Altona-Altstadt |                                                            |
| 1806        | Lornsenplatz 5 | um 1875 nach Plänen des Bauunternehmers C. D. Ehlbek errichtetes Stadthaus als Teil des Ensembles Esmarchstraße 120, 122, Lornsenplatz 2-9, Schumacherstraße 8698, 89-101 | 24.02.2010 |            | Altona-Altstadt |                                                            |
| 1823        | Große Elbstraße 142, 146, Sandberg | Ensemble, bestehend aus dem barocken Bürgerhaus Große Elbstraße 146 samt seinem rückwärtigen Speicher und Werkstattgebäude, dem Fabrik- und Speichergebäude Große Elbstraße 142 samt der dahinter liegenden Shedhalle und den im Inneren der Gebäude erhaltenen historischen Maschinen und Einrichtungsgegenständen sowie dem ansteigenden Abschnitt der Straßen Große Elbstraße und Sandberg einschließlich Treppenanlage, Straßenpflaster und Stützmauer, wie in der Denkmalliste kartiert | 03.08.2010 |            | Altona-Altstadt |                                                            |
| 1833        | Thadenstraße 134, 134 a–e, Wohlers Allee 20 a–c, 22 | Ensemble Levy’s Passage, Wohnhäuser errichtet 1878 bis 1880 für Simon Elias Levy nach Plänen von Julius Hartick einschließlich des gepflasterten Weges | 12.10.2010 |            | Altona-Altstadt | Thadenstraße 134a-e Wohlers Allee 22                       |
| 1836        | Billrothstraße 63, 63 a, 63 b | Wohn- und Gewerbehaus von etwa 1866 | 23.11.2010 |            | Altona-Altstadt |                                                            |
| 1852        | Billrothstraße 161, 163, Esmarchstraße 123-131, Lornsenplatz 10 | Ensemble, um 1880 entstandener dreigeschossiger Etagenhaus-Baublock | 22.12.2010 |            | Altona-Altstadt |                                                            |
| 1914        | Ehrenbergstraße 66, 68, Bugdahnstraße | etwa 1867 errichtetes zweigeschossiges, klassizistisches Doppelhaus | 21.08.2012 |            | Altona-Altstadt |                                                            |
| 624         | Max-Brauer-Allee 89, 91 | Amtsgericht Altona | 15.06.1981 |            | Altona-Nord     |                                                            |
| 662         | Max-Brauer-Allee 79 | Einfamilien-Stadthaus von ca. 1866/67 | 11.11.1982 |            | Altona-Nord     |                                                            |
| 1023        | Kieler Straße 39, Augustenburger Straße 1 | Gebäudegruppe u n d zusätzlich 2. eigenständige unbewegliche Baudenkmäler: Altbau von 1927, das sogenannte „Arbeitsnachweis-Gebäude“ der Stadt Altona, erbaut nach Plänen und unter der Leitung des Altonaer Bausenators Gustav Oelsner der westlich davon belegene, mit dem Altbau verbundene Erweiterungsbau von 1953/56, entworfen von dem Architekten Wolfgang Rudhard | 10.09.1993 |            | Altona-Nord     | „Arbeitnachweis-Gebäude“, heute Bundesagentur für Arbeit   |
| 1198        | Max-Brauer-Allee 77 | 1888 errichtete zweigeschossige Stadtvilla mit ungewöhnlich reicher, gut erhaltener Ausstattung, Stuckdecken und Deckenmalereien von hoher Qualität | 22.09.1998 |            | Altona-Nord     |                                                            |
| 1447        | Max-Brauer-Allee 127, 127 Haus 1-13, 129 | Ensemble Nyegaard-Stift, zwischen 1899 und 1901 durch das Architektenbüro Kühn & Baumgarten entworfener schlossähnlicher Komplex | 14.09.2004 |            | Altona-Nord     |                                                            |
| 1546        | Max-Brauer-Allee 83, 85 | Gymnasium Allee, 1903 bis 1905 nach Plänen des Stadtbaurats Brandt errichtetes Schulgebäude | 29.06.2006 |            | Altona-Nord     |                                                            |
| 1586        | Glücksburger Straße 9-19, Langenfelder Straße 113, 115, 115 a | Ensemble von Siedlungsbauten der 1920er Jahre | 16.04.2007 |            | Altona-Nord     |                                                            |
| 1786        | Oelkersallee 27 | um 1877 nach Plänen von Julius Hartick errichtetes Wohnhaus als Teil des Ensembles Oelkersallee 21, 23, 27, 29, 26 | 15.10.2009 |            | Altona-Nord     |                                                            |
| 1884        | Haubachstraße 60, 62, Zeiseweg 9, Bodenstedtstraße | Ensemble ehemalige Viktoria-Kaserne, von 1878 bis 1883 errichtet, bestehend aus dem ehemaligen Mannschaftsgebäude (Block III), dem ehemaligen Reit- und Exerzierhaus sowie den erhaltenen Einfriedungen | 11.11.2011 |            | Altona-Nord     |                                                            |
| 1912        | Zeiseweg 42 | etwa 1877 bis 1878 errichtetes dreigeschossiges, verputztes Mehrfamilienhaus einschließlich der erhaltenen historischen Teile der außenliegenden Treppen und geländer als Bestandteil des Ensembles Eggerstedtstraße 20-38, 37-39, Zeiseweg 38- 42 | 15.08.2012 |            | Altona-Nord     |                                                            |
| 408         | Osdorfer Landstraße 20 | Großflottbeker Mühle | 01.04.1953 | 15.10.1996 | Bahrenfeld      |                                                            |
| 456         | Holstenkamp und nordöstlich Holstenkamp 82 (früher Am Winsberg) | die Parzelle „Alter Friedhof“ auf dem Neuen Mennonitenfriedhof mit 14 Grabplatten von gemauerten Grüften mit Inschriften, 24 Grabplatten von Erdgräbern mit Inschriften, 2 Schlengeln mit Inschriften und 2 kubischen Ecksteinen mit Initialen | 30.05.1958 |            | Bahrenfeld      |                                                            |
| 534         | Altonaer Volkspark: Luruper Chaussee | vorgeschichtlicher Grabhügel, Fundplatz 3 in Bahrenfeld; der 20 m große und 1,6 m hohe Hügel ist eine mehr als 3000 Jahre alte Grabanlage aus der älteren Bronzezeit. Hinweis: Seit dem 17. September 2002 ist der Grabhügel auch Bestandteil des Ensembles Altonaer Volkspark unter der Denkmallisten-Nummer 1346. | 10.07.1973 |            | Bahrenfeld      |                                                            |
| 689         | Von-Hutten-Straße 29 | Gesamtanlage Sarlingheim | 03.10.1983 |            | Bahrenfeld      |                                                            |
| 871         | Bahrenfelder Chaussee 1-15, Mendelssohnstraße 1-9 | dreigeschossige Gebäudegruppe von 1903/04 mit Jugendstilelementen | 07.06.1988 |            | Bahrenfeld      |                                                            |
| 972         | Stahltwiete 20 | Gesamtanlage, bestehend aus dem Fabrikgebäude als unbewegliches Baudenkmal gemeinsam mit der Zufahrt, den Gleisen und Pflaster. Die Kartierung mit den Grenzen der Gesamtanlage ist in der Denkmalliste hinterlegt. | 24.09.1991 |            | Bahrenfeld      |                                                            |
| 1006        | Bahrenfelder Chaussee 49, Mendelssohnstraße 32, 34 | Bahrenfelder Chaussee 49, ehemaliges Dienstwohngebäude, 1895 nach Plänen des Baurats Goebel erbaut und 1905 durch den westlichen eingeschossigen Anbau nach Plänen des Baurats Hagemann erweitert, als unbewegliches Baudenkmal und Bahrenfelder Chaussee ohne Nummer (hinter Nummer 49), ehemaliger Mehl- und Getreidespeicher, 1892 nach Plänen des Baurats Goebel entstanden mit einem 1913 durch Baurat Jacobi eingebauten Aufzug, als unbewegliches Baudenkmal und darüber hinaus Bahrenfelder Chaussee 49, Mendelssohnstraße 32, 34, Gesamtanlage, bestehend aus den beiden unbeweglichen Baudenkmälern Dienstwohngebäude und Speicher gemeinsam mit der ehemaligen Scheune, dem ehemaligen Lagerschuppen, der ehemaligen Bäckerei, der ehemaligen Latrine, der historischen Einfriedung an der Bahrenfelder Chaussee, den verschiedenen Pflastern und dem Baumbestand. | 25.01.1993 |            | Bahrenfeld      |                                                            |
| 1082        | Gasstraße 2, 2 a, 4, 4 a+b, Paul-Dessau-Straße 3 a–g, 5, Beim Alten Gaswerk, Daimlerstraße 65 und Eisenbahnbrücke | Gesamtanlage ehemaliges Gaswerksgelände Bahrenfeld, bestehend aus dem Uhrenhaus, dem Verwaltungsgebäude, dem Kohlenturm, dem Werkstattgebäude, den Hallen, dem baulichen Zubehör, der Eisenbahnbrücke sowie den Freiflächen. Die Kartierung mit den Grenzen der Gesamtanlage ist in der Denkmalliste hinterlegt. | 17.04.1996 |            | Bahrenfeld      |                                                            |
| 1096        | Bahrenfelder Chaussee 139, Theodorstraße 50, 52 | Gesamtanlage, bestehend aus den Häusern 1, 2, 4 bis 8, 10, der Einfriedung an der Bahrenfelder Chaussee und Freiflächen. Die Kartierung mit den Grenzen der Gesamtanlage ist in der Denkmalliste hinterlegt. | 15.07.1996 |            | Bahrenfeld      |                                                            |
| 1105        | Gasstraße 8, 12, 14, 16 (vorher 10) | 1911/12 errichtete Gesamtanlage, bestehend aus dem Verwaltungsgebäude und den Fabrikationsanlagen. Die Kartierung mit den Grenzen der Gesamtanlage ist in der Denkmalliste hinterlegt. | 13.11.1996 |            | Bahrenfeld      |                                                            |
| 1346        | Altonaer Volkspark: August-Kirch-Straße, August-Kirch-Straße 55, Schnackenburgallee, Am Volkspark, Nansenstraße, Nansenstraße 82, Schulgartenweg, Luruper Chaussee, Stadionstraße                                         | Altonaer Volkspark, ab 1914 unter maßgeblicher Planung von Ferdinand Tutenberg entstandene Parkanlage; auch Teil des aus Altonaer Volkspark und Friedhof Altona bestehenden Ensembles. Hinweis: Die Eintragung des Grabhügels unter der Denkmallisten-Nummer 534 vom 10. Juli 1973 bleibt weiterhin bestehen. | 17.09.2002 |            | Bahrenfeld      |                                                            |
| 1552        | Max-Schmeling-Straße (früher Stadionstraße), August-Kirch-Straße | Transformatorenhaus der ehemaligen Volksparkstadionanlage, 1927 von dem Architekten Gustav Oelsner gebaut | 25.09.2006 |            | Bahrenfeld      |                                                            |
| 1620        | Stadionstraße 7 | 1925 von Gustav Oelsner errichtetes ehemaliges Wartehäuschen | 02.10.2007 |            | Bahrenfeld      |                                                            |
| 1811        | Holstenkamp 119, 119-1 bis 119-6 | Ensemble, zwischen 1922 und 1923 nach Plänen der städtischen Hochbauverwaltung Altona entstandenes ehemaliges Städtisches Altenheim, bestehend aus den sechs Wohngebäuden, dem Torhaus mit den beiden flankierenden Turm-Pavillons und den verbindenden Mauerelementen, dem Wirtschaftsgebäude sowie den erhaltenen Wege und Grünanlagen, wie in der Denkmalliste kartiert | 08.03.2010 |            | Bahrenfeld      |                                                            |
| 1825        | Bahrenfelder Kirchenweg 28-76, Gasstraße 22-24, Mendelssohnstraße 41-61, 40- 76, Woyrschweg 1-29, 2-42 | von 1905 bis 1912 nach Plänen der Architekten Gustav Markmann und Hans Meyer errichtete Siedlung mit allen Gebäuden, Garten- und Freiflächen einschließlich der Straßenabschnitte Mendelssohnstraße und Woyrschweg, wie in der Denkmalliste kartiert | 09.08.2010 |            | Bahrenfeld      |                                                            |
| 152         | Goßlers Park 1 | Marmorskulptur „Psyche“ des dänischen Bildhauers Herman Wilhelm Bissen aus dem Jahre 1840, geschaffen für das Herrenhaus Baurs Park | 24.01.1940 |            | Blankenese      |                                                            |
| 152         | Mühlenberger Weg 33 | zwei Marmorskulpturen des Bildhauers Herman Wilhelm Bissen „Atalante“ und „Cephalus“. | 24.01.1940 | 12.01.1956 | Blankenese      |                                                            |
| 156         | Mühlenberger Weg 33, 35 | Herrenhaus Baurs Park nebst Portal und Wirtschaftsgebäude. Zweigeschossiger Putzbau mit Sandsteinsockel auf rechteckigem Grundriss. Nördliche Eingangsfront mit fünf Achsen, die beiden äußeren als Risalite. Schlichte Seitenfronten mit fünf Achsen. Elbfront aus dreiachsigem zurückspringenden Mitteltrakt und flankierenden einachsigen Risaliten. Erbaut zwischen 1829 und 1836 von J. M. Hansen und O. J. Schmidt. Stallgebäude. Langgestreckter eingeschossiger Putzbau mit abgewalmtem Satteldach. Pfannendeckung. An beiden Längsseiten risalitartig vorspringender Mittelausbau, zweigeschossig, mit Dreiecksgiebel und Satteldach. Erbaut 1839 von J. M. Hansen Hinweis: Das Grundstück Mühlenberger Weg 33, 35 wurde am 13. Dezember 2011 ebenfalls unter der Nummer 156 in die Denkmalliste eingetragen. Das Ensemble Baurs Weg 10, Strandweg 1 wurde am 13. Mai 2005, das Ensemble Baurs Park, Baurs Park 2, 3, 5, 7, 9, 11, 36, Mühlenberger Weg am 24. August 2011, das Einzeldenkmal und Bestandteil des Ensembles Gartendenkmal Baurs Park, Baurs Park 28, am 24. August 2011, die Grundstücke Elbchaussee 563, 565, 567, Mühlenberger Weg 37, 39, 39 a am 27. September 2011, das Grundstück Baurs Park 6 am 11. November 2011, das Grundstück Strandweg 1 am 13. Dezember 2011 unter der Nummer 1472 in die Denkmalliste eingetragen.                                                                               | 24.01.1940 |            | Blankenese      |                                                            |
| 156         | Mühlenberger Weg 33, 35 | Grundstück als Teil des Ensembles Baurs Park mit den öffentlichen Grünflächen, dem ehemaligen Landhaus Baur (Katharinenhof), Mühlenberger Weg 33, einschließlich Portal und Remise, Mühlenberger Weg 35, der Allee am südlichen Straßenabschnitt Baurs Park und dem Strandweg unterhalb des Baurs Parks mit historischem Geländer, Stützmauer und Treppen, der Einfriedung entlang der Elbchaussee und des Mühlenberger Weges sowie den privaten Grünflächen auf den Grundstücken Baurs Park 2, 3, 4, 5, 6, 7, 9, 11, 21, 26, 28, 36, 38, Baurs Weg 10, Mühlenberger Weg 1, 11, Strandweg 1 und den Gebäuden Baurs Park 21, 26, 28, Baurs Weg 10 und Strandweg 1 Hinweis: Die Gebäude auf dem Grundstück Mühlenberger Weg 33, 35 wurden am 28. Januar 1940 ebenfalls unter der Nummer 156 in die Denkmalliste eingetragen. Das Ensemble Baurs Weg 10, Strandweg 1 wurde am 13. Mai 2005, das Ensemble Baurs Park 2, 3, 5, 7, 9, 11, 36, Mühlenberger Weg am 24. August 2011, das Einzeldenkmal und Bestandteil des Ensembles Gartendenkmal Baurs Park, Baurs Park 28, am 24. August 2011, die Grundstücke Elbchaussee 563, 565, 567, Mühlenberger Weg 37, 39, 39 a am 27. September 2011, das Ensemble-Teil Baurs Park 6 am 11. November 2011, das Grundstück Strandweg 1 am 13. Dezember 2011 unter der Nummer 1472 in die Denkmalliste eingetragen.                                                                                    | 13.12.2011 |            | Blankenese      |                                                            |
| 157         | Goßlers Park 1 | Herrenhaus Goßlers Park, Goßlers Park 1. (ehemals Blankeneser Landstraße 34). Ursprünglicher Bau: Langgestreckter Putzbau auf rechteckigem Grundriss, eingeschossig, streng symmetrische Gliederung der Fronten. An den Schmalseiten vorgelagerter Säulenportikus. An den Längsseiten Säulenloggia. Erbaut 1794/95 von C. F. Hansen. Der heutige Bau aus Umbauten (Aufstockung, Terrassen, Balkonaufbauten) zwischen 1897 und 1901 entstanden. Seit 1963 Standort der Plastik „Psyche“ (siehe eigene Denkmallisten-Nummer 152 vom 24. Januar 1940) des dänischen Bildhauers Bissen aus dem Jahre 1840, damals geschaffen für das Herrenhaus Baurs Park | 24.01.1940 |            | Blankenese      |                                                            |
| 158         | Oesterleystraße 20 | Landhaus Klünders Park (Hessehaus), schlichter dreiachsiger Putzbau auf quadratischem Grundriss, zweigeschossig mit Halbgeschoss, Flachdach, erbaut um 1800 | 24.01.1940 |            | Blankenese      |                                                            |
| 159         | Elbchaussee 547 (früher 34) | breitgelagerter zweigeschossiger Putzbau auf Sandsteinsockel. Siebenachsige Straßenfassade mit zwei einachsigen stark vorspringenden Seitenrisaliten. In den Seitenfronten dreiachsige Mittelrisalite. Die Elbfassade mit dreiachsigem Mitteltrakt und stark vorspringenden zweiachsigen Seitenrisaliten. Attika und niedriges kupfergedecktes Walmdach. Erbaut 1789 und 1792 von C. F. Hansen (Weißes Haus) | 24.01.1940 |            | Blankenese      |                                                            |
| 356         | Elbterrasse 4-6 (früher Elbterrasse 152, später nur Nummer 6) | Fischerhaus „Dreehus“ von 1800. Backsteinbau, teils Fachwerk, mit abgewalmtem Reetdach | 18.09.1947 |            | Blankenese      |                                                            |
| 357         | Am Abhang 3-5 | Fischerhaus „Tweehus“ von 1800, eingeschossiges Fachwerkhaus mit Reetdach | 18.09.1947 |            | Blankenese      |                                                            |
| 388         | Richard-Dehmel-Straße 1 | Wohnhaus des Dichters Richard Dehmel. Erbaut vor 1910 von Baedecker. Hinweis: Die Ausstattung und das Inventar des Hauses gemäß Inventarverzeichnis vom 20. Mai 2011 wurden am 16. September 2011 unter derselben Nummer in die Denkmalliste eingetragen. | 22.12.1950 |            | Blankenese      |                                                            |
| 388         | Richard-Dehmel-Straße 1 | Ausstattung und Inventar des Kulturdenkmals Richard-Dehmel-Haus gemäß Verzeichnis des Inventars mit Abbildungen desselben vom 20. Mai 2011 Das Original des Inventar-Verzeichnisses ist im Denkmalschutzamt hinterlegt. Hinweis: Das Wohnhaus des Dichters Richard Dehmel, erbaut 1910 von Walther Baedeker, ist bereits am 22. Dezember 1950 unter derselben Nummer in die Denkmalliste eingetragen worden. | 16.09.2011 |            | Blankenese      |                                                            |
| 394         | Strandweg | gusseisernes Gitter | 19.12.1952 |            | Blankenese      |                                                            |
| 398         | Mühlenberger Weg 66 | Taufbecken in der Blankeneser Kirche. Hinweis: Seit dem 25. November 2000 ist das Taufbecken ebenfalls als Teil des Ensembles Evangelische Kirche Blankenese unter der Nummer 1270 in der Denkmalliste verzeichnet. | 19.12.1952 |            | Blankenese      |                                                            |
| 413         | Elbterrasse 7 (ehemals Elbterrasse 5-7) | ehemalige Fischerkate als „Tweehuus“ (Doppelhaus) in der 1. Hälfte des 18. Jahrhunderts errichtet, Fachwerk, verschlemmter Backstein sowie abgewalmtes Reetdach | 08.03.1954 |            | Blankenese      |                                                            |
| 468         | Elbchaussee 564 | ehemalige Apotheke, jetzt Wohngebäude, Putzbau auf rechteckigem Grundriss mit Traufenfront zur Straße, eingeschossig mit ausgebautem Dachgeschoss. Pfannengedecktes Satteldach mit Krüppelwalm. Mittelteil risalitartig vorgezogen und durch Zwerchhaus abgeschlossen. Erbaut vermutlich um 1836 von J. M. Hansen für den Apotheker Carl Heinrich Wolff aus Hadersleben | 17.03.1960 |            | Blankenese      |                                                            |
| 521         | Blankeneser Hauptstraße 13 | Wohnhaus von ca. 1830 im Stil der niederländischen Renaissance | 17.08.1972 |            | Blankenese      |                                                            |
| 647         | Falkensteiner Ufer 28 a–c | das ehemalige Handwerkerhaus | 10.02.1982 |            | Blankenese      |                                                            |
| 702         | Osterweg 11 und 13 | Doppelhaus, Blankeneser Fischerhaus, „Tweehuus“. Um 1800 errichteter einfacher Fachwerkbau mit Backsteinausfachung und Reetdach | 23.01.1984 |            | Blankenese      |                                                            |
| 705         | Am Kiekeberg 14 | Villa aus der Zeit um 1880/90 | 29.02.1984 |            | Blankenese      |                                                            |
| 736         | Kösterbergstraße 10 | Gebäude einschließlich Garagenbau, Landhaus Levy, 1911 nach Plänen von Walther Baedeker erbaut | 17.10.1984 |            | Blankenese      |                                                            |
| 776         | Süllbergsterrasse 9 | Putzbau mit flachem Satteldach, erbaut um 1875 | 24.12.1985 |            | Blankenese      |                                                            |
| 825         | Elbchaussee 530 | Fachwerkhaus mit Backsteinausfachung und Reetdach aus dem frühen 19. Jahrhundert | 25.02.1987 |            | Blankenese      |                                                            |
| 847         | Falkensteiner Ufer 58 | reetgedeckte Kate, vermutlich aus dem 18. Jahrhundert | 25.11.1987 |            | Blankenese      |                                                            |
| 857         | Caprivistraße 17 | Heimatstil-Villa aus dem ersten Jahrzehnt des 20. Jahrhunderts | 08.01.1988 |            | Blankenese      |                                                            |
| 883         | Grotiusweg 79 | Landhaus Michaelsen mit der ausladenden, terrassenartig gestalteten Stützmauer, 1922/23 im Stil des Sachlichen Neuen Bauens von Karl Schneider errichtet | 14.09.1988 |            | Blankenese      |                                                            |
| 893         | Strandtreppe 4 | Gebäude (ohne westlichen Anbau) von ca. 1880 | 02.01.1989 |            | Blankenese      |                                                            |
| 940         | Mörikestraße 14 | nach Plänen des Architekten M. H. A. Jochem um 1928 errichtetes Gebäude für den Dozenten und Schriftsteller Dr. Rudolf Klutmann | 19.06.1990 |            | Blankenese      |                                                            |
| 962         | Wilmans Park 17 | Gesamtanlage, insbesondere bestehend aus der Villa (hier insbesondere „Prostylos“, Saal und Vorhalle), die ab 1922 von Walther Baedeker begonnen und 1927 erweitert wurde, zusammen mit der Gartenanlage einschließlich Zuwegung und Eingangstor. Die Kartierung mit den Grenzen der Gesamtanlage ist in der Denkmalliste hinterlegt. | 16.04.1991 |            | Blankenese      |                                                            |
| 997         | Blankeneser Hauptstraße 106 | Gesamtanlage, insbesondere bestehend aus dem Wohnhaus mit schiefergedecktem Satteldach, dem Pflaster, dem Gartenpavillon, der Mauer, der Treppe, der Einfriedung und der Hecke | 26.10.1992 |            | Blankenese      |                                                            |
| 1003        | Krumdal 18 | Gesamtanlage, insbesondere bestehend aus dem seit dem 18. Jahrhundert nachweisbaren, traditionellen Blankeneser Fachwerkbau „Tweehuus“ mit der festen historischen Ausstattung und dem inzwischen ziegelgedeckten Krüppelwalmdach (früher Reetdach), dem Anbau aus der Mitte des 19. Jahrhunderts samt der Grundstücksgestaltung und -ausstattung (Treppen, Pflaster und Stützmauern). Die Kartierung mit den Grenzen der Gesamtanlage ist in der Denkmalliste hinterlegt. | 15.12.1992 |            | Blankenese      |                                                            |
| 1005        | Panzerstraße 11, 13 | Gesamtanlage, bestehend aus den beiden reetgedeckten Häusern von 1803, den Nebengebäuden, Mauern, Terrassen und Pflaster in den Grenzen der Grundstücke | 29.12.1992 |            | Blankenese      |                                                            |
| 1014        | Strandtreppe 18 | ehemaliges Tweehuus aus dem 18. Jahrhundert, das auf eine Hälfte reduziert wurde, früher mit Reet-, heute mit Pfannendach, mit nahezu unverändertem Inneren (Aufteilung und Zweiständergerüst) als unbewegliches Baudenkmal und darüber hinaus die Gesamtanlage, insbesondere bestehend aus dem Baudenkmal mit dem Nebengebäude, dem terrassierten Grundstück, den Treppen, den Futtermauern und den Bäumen. Die Kartierung mit den Grenzen der Gesamtanlage ist in der Denkmalliste hinterlegt. | 25.03.1993 |            | Blankenese      |                                                            |
| 1020        | Strandweg 10 | etwa im 3. Viertel des 19. Jahrhunderts erbautes, schiefergedecktes Gebäude einschließlich des einstöckigen Fachwerkanbaues | 19.07.1993 |            | Blankenese      |                                                            |
| 1048        | Strandweg 13 | 1902 gebautes Strandhotel mit ausgebautem französischen Dach und Schieferdeckung sowie reichem Fassadenschmuck und originalen Stuckdecken im Innern | 14.11.1994 |            | Blankenese      |                                                            |
| 1049        | Am Kiekeberg 4 | verputzter Massivbau mit schiefergedecktem Dach, 1899 erbaut | 19.12.1994 |            | Blankenese      |                                                            |
| 1088        | Kösterbergstraße 5 | Wohnhaus von 1908 | 12.06.1996 |            | Blankenese      |                                                            |
| 1098        | Schenefelder Landstraße 3 | römisch-katholische Pfarrkirche Maria Grün, 1929/30 erbaut von dem Architekten Clemens Holzmeister | 20.08.1996 |            | Blankenese      |                                                            |
| 1142        | Grotiusweg 36 | Villa von 1905 sowie das Grundstück als deren Umgebung | 08.08.1997 |            | Blankenese      |                                                            |
| 1174        | Süllbergsterrasse 2 | Ensemble, bestehend aus dem Saalbau mit Aussichtsturm, dem „Kreuz“-, Nord- und Westbau, der Remise, den verschiedenen Terrassen im Osten, Süden und Norden und den dazugehörigen Futtermauern, den Treppenanlagen und dem historischen Pflaster | 24.04.1998 |            | Blankenese      |                                                            |
| 1177        | Baurs Weg 2 | Ensemble, bestehend aus der Villa und der schmiedeeisernen Einfriedung | 15.05.1998 |            | Blankenese      |                                                            |
| 1193        | Blankeneser Hauptstraße 153 | 1897 errichtetes Wohn- und Geschäftshaus mit reicher Stuckverzierung, städtebaulich durch die abgeschrägte Ecke und ausgeprägte Eckquaderungen hervorgehoben, als Teil des Ensembles Blankeneser Hauptstraße 135-153 | 24.08.1998 |            | Blankenese      |                                                            |
| 1208        | Strandweg 46, 46 a, 47 | Fachwerkgebäude, um 1820 errichtet | 27.01.1999 |            | Blankenese      |                                                            |
| 1222        | Anne-Frank-Straße 71 | 1924 errichtetes Wohnhaus von hoher Qualität nach symmetrisch gestaltetem Konzept | 21.06.1999 |            | Blankenese      |                                                            |
| 1224        | Sibbertstraße 1, 1 a, 1 b | um 1900 von Architekt Sahling erbautes ehemaliges Elektrizitätswerk mit den Bestandteilen Direktionswohnhaus, Maschinenhalle und Kesselhaus | 21.06.1999 |            | Blankenese      |                                                            |
| 1249        | Bröers Treppe 6 | zweigeschossiges Gebäude, nach Plänen von Walther Baedeker 1907 in Ziegelbauweise errichtet | 16.06.2000 |            | Blankenese      |                                                            |
| 1265        | Grotiusweg 37 | für Otto Illies 1911 von Walther Baedeker entworfenes Wohn- und Atelierhaus mit gestaltetem Garten als Ensemble | 19.10.2000 |            | Blankenese      |                                                            |
| 1266        | Blankeneser Hauptstraße 160, Hoher Weg 1 a, 1 b | ehemaliger Backsteinspeicher aus der 2. Hälfte des 19. Jahrhunderts, der 1921 von dem Architekten Walther Baedeker für eigene Wohnzwecke umgebaut wurde | 19.10.2000 |            | Blankenese      |                                                            |
| 1270        | Mühlenberger Weg 64, 64 a, 66, 68, 68 a, 68 b | Ensemble Evangelische Kirche Blankenese, bestehend aus dem 1895/97 nach Plänen von Ernst Ehrhardt errichteten Kirchengebäude, den beiden Pastoraten, den Vorgärten der Pastorate mit den Einfriedigungen und der Freifläche vor dem Kirchengebäude. Hinweis: Die Eintragung vom 19. Dezember 1952 des Taufbeckens in der Kirche unter der Denkmallistennummer 398 bleibt weiterhin bestehen. | 25.11.2000 |            | Blankenese      |                                                            |
| 1280        | Oesterleystraße 77 | 1910 nach Entwürfen des Architekten A. Brockmann erbautes Wohnhaus | 15.03.2001 |            | Blankenese      |                                                            |
| 1285        | Kahlkamp 5, 7, 9 | Ensemble, bestehend aus dem 1874–75 errichteten und 1887 erweiterten Schulgebäude und den ehemals für Schuldiener und Lehrer erbauten Wohnhäusern | 05.04.2001 |            | Blankenese      |                                                            |
| 1293        | Panzerstraße 10, 12 | etwa 1732 bis 1735 als „Tweehuus“ mit Altenteilerwohnungen erbautes, reetgedecktes Wohnhaus | 22.05.2001 |            | Blankenese      |                                                            |
| 1318        | Paarmanns Weg 1, Am Hang 16 | Ensemble, bestehend aus einem reetgedeckten, wahrscheinlich aus der Mitte des 18. Jahrhunderts stammenden „Tweehuus“, Terrassierungen des Geländes, Futtermauern und Treppen | 28.11.2001 |            | Blankenese      |                                                            |
| 1369        | Erik-Blumenfeld-Platz 13 (vorher Blankeneser Bahnhofsplatz 13), Ole Hoop | Ensemble, bestehend aus dem nach Plänen der Architekten Raabe & Wöhlecke 1908 erbauten Wohnhaus und dem Gartenbereich mit Terrassierung, altem Baumbestand und der Treppen-/Brunnenanlage südlich des Hauses | 04.03.2003 |            | Blankenese      |                                                            |
| 1375        | Witts Allee 28, 30 | nach Plänen des Architekten Butenschön errichtete Wohngebäude von 1902 bis 1903 als Teile des Ensembles Witts Allee 24 bis 34 | 23.04.2003 |            | Blankenese      |                                                            |
| 1425        | Mühlenberg 72, 74, Panzerstraße 2, 4 | um 1800 erbautes „Tweehuus“ | 28.04.2004 |            | Blankenese      |                                                            |
| 1449        | Am Hang 22, 26 | Teile eines reetgedeckten ehemaligen „Dreehuuses“ (Dreifachhaus), wahrscheinlich aus der Mitte des 18. Jahrhunderts stammend | 07.12.2004 |            | Blankenese      |                                                            |
| 1451        | Krumdal 14 | Reetgedecktes, ein- bis zweigeschossiges Gebäude im Blankeneser Hanggebiet, das wahrscheinlich aus dem 18. Jahrhundert stammt und ursprünglich als Tweehuus errichtet wurde | 13.12.2004 |            | Blankenese      |                                                            |
| 1472        | Baurs Weg 10, Strandweg 1 | Ensemble, bestehend aus dem 1924 errichteten Architektenwohnhaus des Architekten Max Bach, dem Gasdruckreglerhäuschen mit darüber liegendem Pavillon und einem Teil des historischen Geländes des Baurs Park. Hinweis: Die Gebäude Mühlenberger Weg 33, 35 wurden bereits am 24. Januar 1940 und das Grundstück am 13. Dezember 2011 unter der Nummer 156 in die Denkmalliste eingetragen. Das Ensemble Baurs Park, hier die Grundstücke Baurs Park 2, 3, 5, 7, 9, 11, 36, Mühlenberger Weg wurden am 24. August 2011, das Einzeldenkmal und Bestandteil des Ensembles Gartendenkmal Baurs Park, Baurs Park 28, ebenfalls am 24. August 2011, die Grundstücke Elbchaussee 563, 565, 567, Mühlenberger Weg 37, 39, 39 a am 27. September 2011, die Grundstücke Baurs Park 6 am 11. November 2011, Strandweg 1 am 13. Dezember 2011 und Baurs Park 4 am 25. September 2012 ebenfalls unter der Nummer 1472 in die Denkmalliste eingetragen. | 13.05.2005 |            | Blankenese      |                                                            |
| 1472        | Baurs Park 2, 3, 5, 7, 9, 11, 36, Mühlenberger Weg | Grundstücke als Teil des Ensembles Baurs Park mit den öffentlichen Grünflächen, dem ehemaligen Landhaus Baur (Katharinenhof), Mühlenberger Weg 33, einschließlich Portal und Remise, Mühlenberger Weg 35, der Allee am südlichen Straßenabschnitt Baurs Park und dem Strandweg unterhalb des Baurs Parks mit historischem Geländer, Stützmauer und Treppen, der Einfriedung entlang der Elbchaussee und des Mühlenberger Weges sowie den privaten Grünflächen auf den Grundstücken Baurs Park 2, 3, 4, 5, 6, 7, 9, 11, 21, 26, 28, 36, 38, Baurs Weg 10, Mühlenberger Weg 1, 11, Strandweg 1 und den Gebäuden Baurs Park 21, 26, 28, Baurs Weg 10 und Strandweg 1 Hinweis: Die Gebäude Mühlenberger Weg 33, 35 wurden bereits am 24. Januar 1940 und das Grundstück am 13. Dezember 2011 unter der Nummer 156 in die Denkmalliste eingetragen. Das Ensemble Baurs Weg 10, Strandweg 1 wurde am 13. Mai 2005, das Einzeldenkmal und Bestandteil des Ensembles Gartendenkmal Baurs Park, Baurs Park 28, am 24. August 2011, die Grundstücke Elbchaussee 563, 565, 567, Mühlenberger Weg 37, 39, 39 a am 27. September 2011, das Ensemble-Teil Baurs Park 6 am 11. November 2011, das Grundstück Strandweg 1 am 13. Dezember 2011 ebenfalls unter der Nummer 1472 in die Denkmalliste eingetragen. | 24.08.2011 |            | Blankenese      | Baurs Park 2 Baurs Park 36                                 |
| 1472        | Baurs Park 28 | als Einzeldenkmal und Bestandteil des Ensembles Gartendenkmal Baurs Park mit den öffentlichen Grünflächen, dem ehemaligen Landhaus Baur (Katharinenhof), Mühlenberger Weg 33, einschließlich Portal und Remise, Mühlenberger Weg 35, der Allee am südlichen Straßenabschnitt Baurs Park und dem Strandweg unterhalb des Baurs Parks mit historischem Geländer, Stützmauer und Treppen, der Einfriedung entlang der Elbchaussee und des Mühlenberger Weges sowie den privaten Grünflächen auf den Grundstücken Baurs Park 2, 3, 4, 5, 6, 7, 9, 11, 21, 26, 28, 36, 38, Baurs Weg 10, Mühlenberger Weg 1, 11, Strandweg 1 und den Gebäuden Baurs Park 21, 26, 28, Baurs Weg 10 und Strandweg 1 Hinweis: Die Gebäude Mühlenberger Weg 33, 35 wurden bereits am 24. Januar 1940 und das Grundstück am 13. Dezember 2011 unter der Nummer 156 in die Denkmalliste eingetragen. Das Ensemble Baurs Weg 10, Strandweg 1 wurde am 13. Mai 2005, das Ensemble Baurs Park, hier die Grundstücke Baurs Park 2, 3, 5, 7, 9, 11, 36, Mühlenberger Weg am 24. August 2011, Baurs Park 4 am 25. September 2012, die Grundstücke Elbchaussee 563, 565, 567, Mühlenberger Weg 37, 39, 39 a am 27. September 2011, die Grundstücke Baurs Park 6 am 11. November 2011 und Strandweg 1 am 13. Dezember 2011 ebenfalls unter der Nummer 1472 in die Denkmalliste eingetragen.                                                                                 | 24.08.2011 |            | Blankenese      |                                                            |
| 1472        | Elbchaussee 563, 565, 567, Mühlenberger Weg 37, 39, 39 a | Bestandteil des Ensembles Gartendenkmal Baurs Park mit den öffentlichen Grünflächen, dem ehemaligen Landhaus Baur (Katharinenhof), Mühlenberger Weg 33, einschließlich Portal und Remise, Mühlenberger Weg 35, der Allee am südlichen Straßenabschnitt Baurs Park und dem Strandweg unterhalb des Baurs Parks mit historischem Geländer, Stützmauer und Treppen, der Einfriedung entlang der Elbchaussee und des Mühlenberger Weges sowie den privaten Grünflächen auf den Grundstücken Baurs Park 2, 3, 4, 5, 6, 7, 9, 11, 21, 26, 28, 36, 38, Baurs Weg 10, Mühlenberger Weg 1, 11, Strandweg 1 und den Gebäuden Baurs Park 21, 26, 28, Baurs Weg 10 und Strandweg 1 Hinweis: Die Gebäude Mühlenberger Weg 33, 35 wurden bereits am 24. Januar 1940 und das Grundstück am 13. Dezember 2011 unter der Nummer 156 in die Denkmalliste eingetragen. Das Ensemble Baurs Weg 10, Strandweg 1 wurde am 13. Mai 2005, das Ensemble Baurs Park 2, 3, 5, 7, 9, 11, 36, Mühlenberger Weg am 24. August 2011, das Einzeldenkmal und Bestandteil des Ensembles Gartendenkmal Baurs Park, Baurs Park 28, am 24. August 2011, das Ensemble-Teil Baurs Park 6 am 11. November 2011, das Grundstück Strandweg 1 am 13. Dezember 2011 ebenfalls unter der Nummer 1472 in die Denkmalliste eingetragen. | 27.09.2011 |            | Blankenese      |                                                            |
| 1472        | Baurs Park 21 | als Einzeldenkmal und Bestandteil des Ensembles Gartendenkmal Baurs Park mit den öffentlichen Grünflächen, dem ehemaligen Landhaus Baur (Katharinenhof), Mühlenberger Weg 33, einschließlich Portal und Remise, Mühlenberger Weg 35, der Allee am südlichen Straßenabschnitt Baurs Park und dem Strandweg unterhalb des Baurs Parks mit historischem Geländer, Stützmauer und Treppen, der Einfriedung entlang der Elbchaussee und des Mühlenberger Weges sowie den privaten Grünflächen auf den Grundstücken Baurs Park 2, 3, 4, 5, 6, 7, 9, 11, 21, 26, 28, 36, 38, Baurs Weg 10, Mühlenberger Weg 1, 11, Strandweg 1 und den Gebäuden Baurs Park 21, 26, 28, Baurs Weg 10 und Strandweg 1 Hinweis: Die Gebäude Mühlenberger Weg 33, 35 wurden bereits am 24. Januar 1940 unter der Nummer 156 in die Denkmalliste eingetragen. Das Ensemble Baurs Weg 10, Strandweg 1 wurde am 13. Mai 2005, das Ensemble Baurs Park, die Ensemble-Bestandteile Baurs Park 2, 3, 5, 7, 9, 11, 36, Mühlenberger Weg am 24. August 2011, Baurs Park 4 am 25. September 2012, das Einzeldenkmal und Teil des Ensembles Gartendenkmal Baurs Park, Baurs Park 28 am 24. August 2011, die Grundstücke Elbchaussee 563, 565, 567, Mühlenberger Weg 37, 39, 39 a am 27. September 2011, das Einzeldenkmal und Teil des Ensembles Gartendenkmal Baurs Park, Baurs Park 26, am 4. Oktober 2011 ebenfalls unter der Nummer 1472 in die Denkmalliste eingetragen. | 04.10.2011 |            | Blankenese      |                                                            |
| 1472        | Baurs Park 26 | als Einzeldenkmal und Bestandteil des Ensembles Gartendenkmal Baurs Park mit den öffentlichen Grünflächen, dem ehemaligen Landhaus Baur (Katharinenhof), Mühlenberger Weg 33, einschließlich Portal und Remise, Mühlenberger Weg 35, der Allee am südlichen Straßenabschnitt Baurs Park und dem Strandweg unterhalb des Baurs Parks mit historischem Geländer, Stützmauer und Treppen, der Einfriedung entlang der Elbchaussee und des Mühlenberger Weges sowie den privaten Grünflächen auf den Grundstücken Baurs Park 2, 3, 4, 5, 6, 7, 9, 11, 21, 26, 28, 36, 38, Baurs Weg 10, Mühlenberger Weg 1, 11, Strandweg 1 und den Gebäuden Baurs Park 21, 26, 28, Baurs Weg 10 und Strandweg 1 Hinweis: Die Gebäude Mühlenberger Weg 33, 35 wurden bereits am 24. Januar 1940 unter der Nummer 156 in die Denkmalliste eingetragen. Das Ensemble Baurs Weg 10, Strandweg 1 wurde am 13. Mai 2005, das Ensemble Baurs Park, Baurs Park 2, 3, 5, 7, 9, 11, 36, Mühlenberger Weg am 24. August 2011, das Einzeldenkmal und Teil des Ensembles Gartendenkmal Baurs Park, Baurs Park 28 am 24. August 2011, die Grundstücke Elbchaussee 563, 565, 567, Mühlenberger Weg 37, 39, 39 a am 27. September 2011, das Einzeldenkmal und Teil des Ensembles Gartendenkmal Baurs Park, Baurs Park 21, am 4. Oktober 2011 ebenfalls unter der Nummer 1472 in die Denkmalliste eingetragen.                                                               | 04.10.2011 |            | Blankenese      |                                                            |
| 1472        | Baurs Park 6 | Grundstück als Teil des Ensembles Baurs Park mit den öffentlichen Grünflächen, dem ehemaligen Landhaus Baur (Katharinenhof), Mühlenberger Weg 33, einschließlich Portal und Remise, Mühlenberger Weg 35, der Allee am südlichen Straßenabschnitt Baurs Park und dem Strandweg unterhalb des Baurs Parks mit historischem Geländer, Stützmauer und Treppen, der Einfriedung entlang der Elbchaussee und des Mühlenberger Weges sowie den privaten Grünflächen auf den Grundstücken Baurs Park 2, 3, 4, 5, 6, 7, 9, 11, 21, 26, 28, 36, 38, Baurs Weg 10, Mühlenberger Weg 1, 11, Strandweg 1 und den Gebäuden Baurs Park 21, 26, 28, Baurs Weg 10 und Strandweg 1 Hinweis: Die Gebäude Mühlenberger Weg 33, 35 wurden bereits am 24. Januar 1940 und das Grundstück am 13. Dezember 2011 unter der Nummer 156 in die Denkmalliste eingetragen. Das Ensemble Baurs Weg 10, Strandweg 1 wurde am 13. Mai 2005, das Ensemble Baurs Park, hier die Grundstücke Baurs Park 2, 3, 5, 7, 9, 11, 36, Mühlenberger Weg am 24. August 2011, das Einzeldenkmal und Bestandteil des Ensembles Gartendenkmal Baurs Park, Baurs Park 28, am 24. August 2011, die Grundstücke Elbchaussee 563, 565, 567, Mühlenberger Weg 37, 39, 39 a am 27. September 2011 und das Grundstück Strandweg 1 am 13. Dezember 2011 ebenfalls unter der Nummer 1472 in die Denkmalliste eingetragen.                                                                        | 11.11.2011 |            | Blankenese      |                                                            |
| 1472        | Strandweg 1 | Grundstück als Teil des Ensembles Baurs Park mit den öffentlichen Grünflächen, dem ehemaligen Landhaus Baur (Katharinenhof), Mühlenberger Weg 33, einschließlich Portal und Remise, Mühlenberger Weg 35, der Allee am südlichen Straßenabschnitt Baurs Park und dem Strandweg unterhalb des Baurs Parks mit historischem Geländer, Stützmauer und Treppen, der Einfriedung entlang der Elbchaussee und des Mühlenberger Weges sowie den privaten Grünflächen auf den Grundstücken Baurs Park 2, 3, 4, 5, 6, 7, 9, 11, 21, 26, 28, 36, 38, Baurs Weg 10, Mühlenberger Weg 1, 11, Strandweg 1 und den Gebäuden Baurs Park 21, 26, 28, Baurs Weg 10 und Strandweg 1 Hinweis: Die Gebäude Mühlenberger Weg 33, 35 wurden bereits am 24. Januar 1940 und das Grundstück am 13. Dezember 2011 unter der Nummer 156 in die Denkmalliste eingetragen. Das Ensemble Baurs Weg 10, Strandweg 1 wurde am 13. Mai 2005, das Ensemble Baurs Park, hier die Grundstücke Baurs Park 2, 3, 5, 7, 9, 11, 36, Mühlenberger Weg am 24. August 2011, das Einzeldenkmal und Bestandteil des Ensembles Gartendenkmal Baurs Park, Baurs Park 28, am 24. August 2011, die Grundstücke Elbchaussee 563, 565, 567, Mühlenberger Weg 37, 39, 39 a am 27. September 2011, die Grundstücke Baurs Park 6 am 11. November 2011 und Baurs Park 4 am 25. September 2012 ebenfalls unter der Nummer 1472 in die Denkmalliste eingetragen.                                  | 13.12.2011 |            | Blankenese      |                                                            |
| 1472        | Baurs Park 4 | Grundstück als Teil des Ensembles Baurs Park mit den öffentlichen Grünflächen, dem ehemaligen Landhaus Baur (Katharinenhof), Mühlenberger Weg 33, einschließlich Portal und Remise, Mühlenberger Weg 35, der Allee am südlichen Straßenabschnitt Baurs Park und dem Strandweg unterhalb des Baurs Parks mit historischem Geländer, Stützmauer und Treppen, der Einfriedung entlang der Elbchaussee und des Mühlenberger Weges sowie den privaten Grünflächen auf den Grundstücken Baurs Park 2, 3, 4, 5, 6, 7, 9, 11, 21, 26, 28, 36, 38, Baurs Weg 10, Mühlenberger Weg 1, 11, Strandweg 1 und den Gebäuden Baurs Park 21, 26, 28, Baurs Weg 10 und Strandweg 1 Hinweis: Die Gebäude Mühlenberger Weg 33, 35 wurden bereits am 24. Januar 1940 und das Grundstück am 13. Dezember 2011 unter der Nummer 156 in die Denkmalliste eingetragen. Das Ensemble Baurs Weg 10, Strandweg 1 wurde am 13. Mai 2005, das Ensemble Baurs Park, hier die Grundstücke Baurs Park 2, 3, 5, 7, 9, 11, 36, Mühlenberger Weg am 24. August 2011, das Einzeldenkmal und Bestandteil des Ensembles Gartendenkmal Baurs Park, Baurs Park 28, am 24. August 2011, die Grundstücke Elbchaussee 563, 565, 567, Mühlenberger Weg 37, 39, 39 a am 27. September 2011, die Grundstücke Baurs Park 6 am 11. November 2011 und Strandweg 1 am 13. Dezember 2011 ebenfalls unter der Nummer 1472 in die Denkmalliste eingetragen.                                    | 26.09.2012 |            | Blankenese      |                                                            |
| 1481        | Sülldorfer Kirchenweg 71 | 1906 bis 1907 nach Plänen des Architekten Fritz Höger errichtetes Einfamilienwohnhaus | 30.08.2005 |            | Blankenese      |                                                            |
| 1500        | Godeffroystraße 40 | 1909 nach Plänen des Architekten Max Brokmann errichtetes Doppelwohnhaus | 06.10.2005 |            | Blankenese      |                                                            |
| 1535        | Goßlerstraße 22, 24 | Ensemble, bestehend aus den 1928 bis 1930 nach Plänen des Architekturbüros Bensel & Kamps errichteten Wohngebäuden, den Verbindungsbauten sowie den erhaltenen Sockelstrukturen, wie in der Denkmalliste kartiert | 14.03.2006 |            | Blankenese      |                                                            |
| 1554        | Kösterbergstraße 60 | Ensemble, bestehend aus dem Fachwerkgebäude sowie den umgebenden Grünflächen, wie in der Denkmalliste kartiert | 25.09.2006 |            | Blankenese      |                                                            |
| 1570        | Blankeneser Bahnhofstraße, Mühlenberger Weg | Ensemble Gedenkstein für die Erhebung Schleswig-Holsteins (Findling) und Doppeleiche | 12.02.2007 |            | Blankenese      |                                                            |
| 1584        | Mühlenberger Weg 49 | Ensemble, bestehend aus dem um 1892 erbauten Wohnhaus und der Einfriedung, sowie als Teil des Ensembles Mühlenberger Weg 49-53 | 28.03.2007 |            | Blankenese      |                                                            |
| 1588        | Elbchaussee 550 | Ensemble, bestehend aus dem 1906 nach Plänen von Paul Schoss errichteten Wohnhaus mit Terrasse und Einfriedungspfeilern, außerdem Teil des Ensembles Elbchaussee 548-552 | 16.04.2007 |            | Blankenese      |                                                            |
| 1593        | Krumdal 16 | in der ersten Hälfte des 19. Jahrhunderts erbautes Wohnhaus im Blankeneser Hanggebiet | 25.04.2007 |            | Blankenese      |                                                            |
| 1598        | Strandweg 83 a | 1959 bis 1960 nach Plänen des Architekten Paul Seitz errichtetes Wohnhaus. Hinweis: Die Gartenanlage wurde am 11. November 2011 unter derselben Nummer in die Denkmalliste eingetragen. | 04.07.2007 |            | Blankenese      |                                                            |
| 1598        | Strandweg 83 a | Garten des Kulturdenkmals Strandweg 83 a, 1959 bis 1960 vom Architekten Paul Seitz zur eigenen Nutzung entworfen und errichtet Hinweis: Das 1959 bis 1960 nach Plänen des Architekten Paul Seitz errichtete Wohnhaus wurde bereits am 4. Juli 2007 unter derselben Nummer in die Denkmalliste eingetragen. | 11.11.2011 |            | Blankenese      |                                                            |
| 1611        | Strandweg 63, 64 | Hälfte eines reetgedeckten Blankeneser Fischerhauses, etwa in der zweiten Hälfte des 18. Jahrhunderts erbaut | 28.08.2007 |            | Blankenese      |                                                            |
| 1618        | Friedrich-Legahn-Straße 5, 6 | 1902 von dem Architekten Wilhelm Wrage erbautes Wohngebäude Friedrich-LegahnStraße 5 und 1914 von dem Bauunternehmern H. & C. Schmidt errichtetes Wohngebäude Friedrich-Legahn-Straße 6 jeweils als Einzeldenkmal und zugleich Teil des Ensembles Friedrich-Legahn-Straße 4, 5, 6. Hinweis: Das Wohngebäude Friedrich-Legahn-Straße 4 wurde ebenfalls als Einzeldenkmal und zugleich als Ensemble-Teil am 4. März 2008 unter dieser Nummer in die Denkmalliste eingetragen. | 24.09.2007 |            | Blankenese      | Haus 5 Haus 6                                              |
| 1618        | Friedrich-Legahn-Straße 4 | 1914 von den Bauunternehmern H. & C. Schmidt errichtetes Wohngebäude als Einzeldenkmal und zugleich Teil des Ensembles Friedrich-Legahn-Straße 4, 5, 6. Hinweis: Die Wohngebäude Friedrich-Legahn-Straße 5, 6 wurden bereits am 24. September 2007 unter dieser Nummer jeweils als Einzeldenkmal und zugleich als Teil des Ensembles FriedrichLegahn-Straße 4, 5, 6 in die Denkmalliste eingetragen. | 04.03.2008 |            | Blankenese      |                                                            |
| 1625        | Op'n Kamp 28 | südlicher Teil eines in der zweiten Hälfte des 18. Jahrhunderts erbauten, reetgedeckten Tweehuses im Blankeneser Treppenviertel | 12.11.2007 |            | Blankenese      |                                                            |
| 1672        | Erik-Blumenfeld-Platz 29, 29 a | 1866 bis 1867 entstandenes Bahnhofempfangsgebäude | 02.09.2008 |            | Blankenese      |                                                            |
| 1712        | Blankeneser Hauptstraße 102 | Ensemble, bestehend aus dem um 1870 erbauten Wohnhaus mit Stützmauer und Eisenstabzaun | 21.04.2009 |            | Blankenese      |                                                            |
| 1721        | Mühlenberger Weg 16 | 1865 bis 1866 nach Plänen des Architekten Auguste de Meuron errichtetes Landhaus | 22.06.2009 |            | Blankenese      |                                                            |
| 1778        | Blankeneser Landstraße 41 | 1889 nach Plänen des Architekten Ernst Paul Dorn als „Stallgebäude mit Wohnung für die Dienerschaft“ errichtetes Gebäude | 11.08.2009 |            | Blankenese      |                                                            |
| 1797        | Babendiekstraße 36, 38 | 1930 bis 1940 von dem Architekten Rudolf Lodders errichtete DoppelwohnhausAnlage mit ihren Pergolen und der Gartenfläche | 21.12.2009 |            | Blankenese      |                                                            |
| 1822        | Bremers Weg 5 a | reetgedeckter Gebäudeteil eines ehemaligen Dreehuuses, wahrscheinlich aus der Mitte des 18. Jahrhunderts stammend | 02.06.2010 |            | Blankenese      |                                                            |
| 1869        | Bremers Weg 1 | 1791 errichtetes zweigeschossiges reetgedecktes Fischerhaus | 26.04.2011 |            | Blankenese      |                                                            |
| 1875        | Oesterleystraße 66 | Einfamilienhaus mit Turmbau von 1889 mit Gartenanlage | 08.08.2011 |            | Blankenese      |                                                            |
| 1876        | Falkensteiner Ufer | Ensemble Gartenanlage Römischer Garten mit Heckentheater, Grotte, Heckenexedra, halbrunder Bank und zwei Figuren | 24.08.2011 |            | Blankenese      |                                                            |
| 1880        | Wulfsdal 8 | 1923 bis 1924 nach Plänen von Max Brockmann errichtetes Einfamilienhaus | 24.10.2011 |            | Blankenese      |                                                            |
| 1895        | Süllbergsweg 7 | Mitte des 19. Jahrhunderts als Doppelwohnhaus errichtetes Gebäude | 21.02.2012 |            | Blankenese      |                                                            |
| 1910        | In de Bargen 31, 35 | etwa ab 1888 als Falkensteiner Hof angelegtes Ensemble mit Wohnwirtschaftsgebäude, Wohngebäude, den Resten der Hofpflasterung und dem terrassierten Gelände | 06.08.2012 |            | Blankenese      |                                                            |
| 594         | Alexander-Zinn-Straße 25 | Sammlung tibetanischer Kunst | 27.06.1979 | 04.02.1998 | Groß Flottbek   |                                                            |
| 738         | Cranachstraße 1 | Stadtvilla, erbaut 1923/24 | 05.11.1984 |            | Groß Flottbek   |                                                            |
| 860         | Cranachstraße 21 und 23 | Gesamtanlage, bestehend aus den beiden Backsteinvillen von 1924 (Architekt: Carl Feindt) einschließlich Vorgartenbereich mit Mäuerchen, Zaun und Hecke | 12.01.1988 |            | Groß Flottbek   | Haus 21 Haus 23                                            |
| 892         | Papenkamp 3 | Gesamtanlage, insbesondere bestehend aus dem 1903 nach Plänen des Altonaer Architektenbüros Raabe & Wöhlecke für den Grafen von der Goltz errichteten villenähnlichen Einfamilienhaus, dem Garten und der Grundstückseinfriedung. Die Kartierung mit den Grenzen der Gesamtanlage ist in der Denkmalliste hinterlegt. | 02.01.1989 |            | Groß Flottbek   |                                                            |
| 909         | Beselerstraße 58, 60 | reetgedecktes ehemaliges Bauernhaus mit Fachwerkresten aus dem Ende des 18. Jahrhunderts | 18.10.1989 |            | Groß Flottbek   |                                                            |
| 1027        | Baron-Voght-Straße 179, Windmühlenweg 1. | Gesamtanlage, insbesondere bestehend aus dem unbeweglichen Baudenkmal Baron-Voght-Straße 179 (Wohnwirtschaftsgebäude), der Scheune, dem kleinen Stall, dem gepflasterten Hof, dem Baumbestand und den begrünten Freiflächen. Die Kartierung mit den Grenzen der Gesamtanlage ist in der Denkmalliste hinterlegt. | 12.10.1993 |            | Groß Flottbek   |                                                            |
| 1254        | Röbbek 4, 4 a, 4 b | Ensemble, bestehend aus dem 1874 in Backsteinbauweise errichteten, 1898/99 und 1905 erweiterten ehemaligen Schulgebäude von Groß Flottbek und der dahinter liegenden Turnhalle | 14.08.2000 |            | Groß Flottbek   |                                                            |
| 1287        | Groß Flottbeker Straße 45 | eingeschossige, im ausgehenden 18. Jahrhundert errichtete, reetgedeckte Fachwerkkate | 03.05.2001 |            | Groß Flottbek   |                                                            |
| 1394        | Groß Flottbeker Straße 53 | ehemaliges Schäferhaus, eingeschossiges Fachwerkgebäude mit reetgedecktem Krüppelwalmdach | 08.09.2003 |            | Groß Flottbek   |                                                            |
| 1462        | Waitzstraße 31 | ca. 1894 nach Plänen des Baumeisters Kittelberg erbautes ehemaliges Schulgebäude, als Teil des Ensembles Waitzstraße 31-35. Hinweis: Weitere Teile des Ensembles, Waitzstraße 33 und Waitzstraße 35, wurden unter der gleichen Nummer am 14. April 2005 und am 20. Mai 2005 in die Denkmalliste eingetragen. | 07.03.2005 |            | Groß Flottbek   |                                                            |
| 1462        | Waitzstraße 33 | um 1894 erbaute zweigeschossige Villa, als Teil des Ensembles Waitzstraße 31-35. Hinweis: Weitere Teile des Ensembles, Waitzstraße 31 und Waitzstraße 35, wurden unter der gleichen Nummer am 7. März 2005 und am 20. Mai 2005 in die Denkmalliste eingetragen. | 14.04.2005 |            | Groß Flottbek   |                                                            |
| 1462        | Waitzstraße 35 | um 1894 erbaute zweigeschossige Villa, als Teil des Ensembles Waitzstraße 31-35. Hinweis: Weitere Teile des Ensembles, Waitzstraße 31 und Waitzstraße 33 wurden unter der gleichen Nummer am 7. März 2005 und 14. April 2005 in die Denkmalliste eingetragen. | 20.05.2005 |            | Groß Flottbek   |                                                            |
| 1490        | Beselerstraße 1 | 1906 nach Plänen des Bauunternehmers Butenschön entstandenes dreigeschossiges Mehrfamilienhaus, als Teil des Ensembles Bellmannstraße 1, 3, 5, Beselerstraße 1, 2, 2a (mit Gartenmauer und Pavillon), 4, 6, 8, Beseler Platz 3, 4, 5, Dürerstraße 2, 4 | 13.09.2005 |            | Groß Flottbek   |                                                            |
| 1540        | Baron-Voght-Straße 129 | 1927 nach Plänen des Architektenbüros Hans und Oskar Gerson errichtetes Wohngebäude | 10.05.2006 |            | Groß Flottbek   |                                                            |
| 1553        | Adickesstraße 4, 6 | ab 1921 nach Plänen des Architekten Peter Behrens erstelltes Doppelhaus als Teil des Ensembles der ehemaligen Beamten-Siedlung der Deutschen Werft Adickesstraße 2-14, Eckernwoort 3, 5, Gutzkowstraße 1, 9, 11, Rosenhagenstraße 1, 27-31, 24-46, Wolfsloh 1, 2, 5, 6. Hinweis: Unter dieser Nummer wurden die Ensemble-Teile Wolfsloh 2 am 4. Juli 2007, Wolfsloh 1 am 9. April 2008 und Gutzkowstraße 11 am 24. November 2009. | 25.09.2006 |            | Groß Flottbek   |                                                            |
| 1553        | Wolfsloh 2 | um ca. 1921 nach Plänen des Architekten Peter Behrens erbautes Wohnhaus als Teil des Ensembles „Ehemalige Beamtensiedlung der Deutschen Werft in Groß Flottbek“, bestehend aus den Gebäuden Adickesstraße 2-14, Eckernwoort 3, 5, Gutzkowstraße 1, 9, 11, Rosenhagenstraße 1, 27-31, 24-46, Wolflsloh 1, 2, 5, 6. Hinweis: Unter dieser Nummer wurden die Ensemble-Teile Adickesstraße 4, 6 am 25. September 2006, Wolfsloh 1 am 9. April 2008 und Gutzkowstraße am 24. November 2009 in die Denkmalliste eingetragen. | 04.07.2007 |            | Groß Flottbek   |                                                            |
| 1553        | Wolfsloh 1 | um etwa 1921 nach Plänen des Architekten Peter Behrens erbautes Wohnhaus als Teil des Ensembles „Ehemalige Beamtensiedlung der Deutschen Werft in Groß Flottbek“, bestehend aus den Gebäuden Adickesstraße 2-14, Eckernwoort 3, 5, Gutzkowstraße 1, 9, 11, Rosenhagenstraße 1, 27-31, 24-46, Wolfsloh 1, 2, 5, 6. Hinweis: Unter dieser Nummer wurden die Ensemble-Teile Adickesstraße 4, 6 am 25. September 2006, Wolfsloh 2 am 4. Juli 2007 und Gutzkowstraße 11 am 24. November 2009 in die Denkmalliste eingetragen. | 09.04.2008 |            | Groß Flottbek   |                                                            |
| 1553        | Gutzkowstraße 11 | ab 1921 nach Plänen des Architekten Peter Behrens errichtetes Wohngebäude der ehemaligen sogenannten „Beamtensiedlung der Deutschen Werft“, als Teil des Ensembles Adickesstraße 2, 4, 6, 8-14, Eckernwoort 3-5, Gutzkowstraße 1, 9, 11, Rosenhagenstraße 1, 27, 29, 31, 24-26, 30-36, 40-46, Wolfsloh 1, 2, 5, 6. Hinweis: Unter dieser Nummer wurden die Ensemble-Teile Wolfsloh 2 am 4. Juli 2007, Wolfsloh 1 am 9. April 2008 und Adickesstraße 4, 6 am 25. September 2006 in die Denkmalliste eingetragen. | 24.11.2009 |            | Groß Flottbek   |                                                            |
| 1587        | Alexander-Zinn-Straße 4 | Ensemble aus zwischen 1870 und 1877 erbautem Wohnhaus mit Einfriedung | 16.04.2007 |            | Groß Flottbek   |                                                            |
| 1610        | Menzelstraße 7 | 1924 nach Plänen des Architekten Friedrich Richard Ostermeyer erbautes Einzelwohnhaus | 28.08.2007 |            | Groß Flottbek   |                                                            |
| 1630        | Cranachstraße 89 | 1930 bis 1931 nach Plänen des Architekten Emil Hinrichsen errichtetes Reihenwohnhaus als Teil des Ensembles Cranachstraße 79-89. Hinweis: Die Ensemble-Teile Cranachstraße 85 und 87 wurden am 28. Oktober 2008 und Cranachstraße 81 am 15. August 2012 unter derselben Nummer in die Denkmalliste eingetragen. | 21.11.2007 |            | Groß Flottbek   |                                                            |
| 1630        | Cranachstraße 85, 87 | 1930 bis 1931 nach Plänen des Architekten Emil Hinrichsen errichtete Reihenwohnhäuser als Teile des Ensembles Cranachstraße 79-89. Hinweis: Die Ensemble-Teile Cranachstraße 89 wurden am 21. November 2007 und Cranachstraße 81 am 15. August 2012 unter derselben Nummer in die Denkmalliste eingetragen. | 28.10.2008 |            | Groß Flottbek   |                                                            |
| 1630        | Cranachstraße 81 | 1930 bis 1931 nach Plänen des Architekten Emil Hinrichsen errichtetes Reihenhaus als Teil des Ensembles Reihenhausanlage Cranachstraße 79-89 Hinweis: Die Ensemble-Bestandteile Cranachstraße 89 wurden am 21. November 2007 und Cranachstraße 85, 87 am 28. Oktober 2008 unter derselben Nummer in die Denkmalliste eingetragen. | 15.08.2012 |            | Groß Flottbek   |                                                            |
| 1637        | Groß Flottbeker Straße 41 | Ensemble aus dem 1923 bis 1924 nach Plänen der Architekten Hans und Oskar Gerson errichteten Wohnhaus mit Einfriedung | 05.12.2007 |            | Groß Flottbek   |                                                            |
| 1639        | Müllenhoffweg 35 | 1927 nach Plänen von Fritz Höger errichtetes Wohngebäude | 18.12.2007 |            | Groß Flottbek   |                                                            |
| 1717        | Bei der Flottbeker Kirche 14 | nach Plänen des Architekten Eggers & Brehmer errichtetes Wohnhaus als Teil des Ensembles Bei der Flottbeker Kirche 4-14 und Kriegerdenkmal. Hinweis: Der Ensemble-Teil Bei der Flottbeker Kirche 4, Groß Flottbeker Straße -Groß-Flottbeker Kirche mit Pastorat- wurde am 5. April 2012 unter derselben Nummer in die Denkmalliste eingetragen. | 12.05.2009 |            | Groß Flottbek   |                                                            |
| 1717        | Bei der Flottbeker Kirche 4, Groß Flottbeker Straße | von 1911 bis 1912 nach Plänen des Architekturbüros Raabe und Wöhlecke errichtete Groß-Flottbeker Kirche mit Pastorat als Bestandteil des Ensembles Groß-Flottbeker Kirche mit Pastorat, Bei der Flottbeker Kirche 4-14, Kriegerdenkmal Hinweis: Der Ensemble-Teil Bei der Flottbeker Kirche 14 wurde bereits am 12. Mai 2009 unter derselben Nummer in die Denkmalliste eingetragen. | 05.04.2012 |            | Groß Flottbek   |                                                            |
| 1777        | Hölderlinstraße 12, Papenkamp 14 | Ensemble, bestehend aus dem 1907 nach Plänen der Architekten Raabe & Wöhlecke errichteten Wohnhaus (ehemalige „Villa Kettler“) mit Einfriedung und Garage | 11.08.2009 |            | Groß Flottbek   |                                                            |
| 1877        | Osdorfer Landstraße 372, 374 | Ensemble Buchenhof, von 1912 bis 1914 nach Plänen des Architekten Walther Baedeker erbautes Wohnhaus mit einem Stall- bzw. Torhaus (Remise), einer Einfriedung mit Tor an der Osdorfer Landstraße, einer historischen Hecke und dem hausnahen Gartenbereich, einschließlich Teich und Brunnenhäuschen- | 17.01.2012 |            | Iserbrook       |                                                            |
| 1477        | Luruper Hauptstraße 106 | Ensemble der Firma Hermes Schleifmittel GmbH & Co. KG, bestehend aus dem 1955, nach Plänen des Architekten Friedrich Theodor Speckbötel, erbauten Verwaltungsgebäude mit Schriftzug an der Fassade und der Inneneinrichtung des Kopfbaus von 1955, dazu gehören vor allem der Haupteingang, das Foyer mit den Solnhofener Platten, das Treppenhaus mit der Figur des Hermes und die Pförtnerloge | 23.06.2005 |            | Lurup           |                                                            |
| 148         | Elbchaussee, Hasselmannstraße | Die evangelisch-lutherische Kirche in Nienstedten | 24.01.1940 |            | Nienstedten     |                                                            |
| 155         | Elbchaussee 499 b | Herrenhaus Hirschpark (Landhaus J. C. Godeffroy), erbaut zwischen 1789 und 1792 von C. F. Hansen, zweigeschossiger Putzbau von fünf Achsen mit eingeschossigen dreiachsigen Seitenflügeln, Eingangsfront mit Vorhalle und Freitreppe, Elbfront siebenachsig mit dreiachsigem halbrunden Mittelausbau; nebst Pförtnerhaus, Fachwerkbau mit angebauter Rundbogendurchfahrt, ca. 1950 abgebrochen. Hinweis: Seit dem 4. August 2003 ist das Herrenhaus Hirschpark außerdem als Teil des Ensembles „Hirschpark und seine Bauten“ unter der Denkmallisten-Nummer 1385 verzeichnet. | 24.01.1940 |            | Nienstedten     |                                                            |
| 167         | Christian-F.-Hansen-Straße 19 (ehemals Georg-Bonne-Straße 19) | für Johann Heinrich Baur 1804/06 nach Plänen von C. F. Hansen erbautes Landhaus („Elbschlößchen“). Hinweis: Das zum Elbschlößchen gehörende Parkgelände wurde am 3. Dezember 1996 unter der Nummer 1108 in die Denkmalliste eingetragen. | 17.06.1940 |            | Nienstedten     |                                                            |
| 279         | Baron-Voght-Straße 27 | Garten-/Landhaus, um 1795 erbaut. Ursprünglich zweigeschossiger Backsteinbau von sechs Achsen mit flachem Walmdach und eingeschossigen dreiachsigen Seitenflügeln. Heutiges Aussehen durch Umbauten seit 1908 | 12.03.1943 |            | Nienstedten     |                                                            |
| 280         | Baron-Voght-Straße 63 | Herrenhaus erbaut 1795/97 von Joh. Aug. Arens, langgestreckte dreiteilige Baugruppe ohne Fassadenbildung, Backstein verputzt. Zweigeschossiges Haupthaus, dessen südlicher Teil in beiden Geschossen mit von Holzsäulen getragenen Loggien umgeben ist. Nördlich anschließend ein niedriger Saalbau und ein zweigeschossiger Wirtschaftsflügel | 12.03.1943 |            | Nienstedten     |                                                            |
| 312         | Elbchaussee 352, Christian-F.-Hansen-Straße (vorher Georg-Bonne-Straße) und Wesselhoeftpark | Landhaus Sillem, später Wesselhoeft, schlichter zweigeschossiger Putzbau auf rechteckigem Grundriss mit Walmdach von 1825 bis 1826, und als Umgebung der zugehörige Garten mit Mühlenteich in seiner früheren Ausdehnung wie in der Denkmalliste kartiert | 26.11.1943 |            | Nienstedten     |                                                            |
| 313         | In de Bost 39 | Landhaus, 1836 erbaut von Arthur Patrick Mee | 26.11.1943 |            | Nienstedten     |                                                            |
| 402         | Baron-Voght-Straße 53 | schlichtes zweigeschossiges Landhaus von 5 × 4 Achsen. Alle Fronten mit waagerechter Verbretterung. Schiefergedecktes Walmdach. Dachgauben mit Rundbogengiebeln. Erbaut 1828 | 19.12.1952 |            | Nienstedten     |                                                            |
| 407         | Elbchaussee 388 | Roosenhaus, schlichtes zweigeschossiges Landhaus auf T-förmigem Grundriss, Backsteinfachwerk mit Holzverbretterung. Vorderhaus mit abgewalmtem Satteldach, Hinterhaus mit Mansarddach. Südfront von sieben Achsen, deren drei mittlere als Risalit mit flachem Dreiecksgiebel ausgebildet sind. Erbaut vermutlich um 1798 | 01.04.1953 |            | Nienstedten     |                                                            |
| 433         | Elbchaussee 401 | Gebäude (Restaurant Jacob) einschließlich des an der Elbfront gelegenen Gartens mit den durch die Baumschutzverordnung vom 17. September 1948 geschützten Linden. Hinweis: Der Eiskeller des Hotel/Restaurants Louis C. Jacob wurde am 6. März 1996 unter dieser Nummer in die Denkmalliste eingetragen. | 29.02.1956 |            | Nienstedten     |                                                            |
| 433         | Elbchaussee 401 | Eiskeller des Hotel/Restaurants Louis C. Jacob. Hinweis: Das Gebäude (Restaurant Jacob) einschließlich des an der Elbfront gelegenen Gartens mit den durch die Baumschutzverordnung vom 17. September 1948 geschützten Linden ist unter dieser Nummer seit dem 29. Februar 1956 in der Denkmalliste verzeichnet. Die Kartierung mit der Lage des Eiskellers sowie des geschützten Gebäudes einschließlich Garten ist in der Denkmalliste hinterlegt. | 06.03.1996 |            | Nienstedten     |                                                            |
| 440         | Baron-Voght-Straße 19 | schlichter Putzbau auf rechteckigem Grundriss, zweigeschossig und Mezzanin. Flaches Dach mit Oberlicht. Elbfront mit fünf Achsen, die drei mittleren im halbovalen Ausbau vorgezogen. Erbaut 1840/41 | 15.10.1956 |            | Nienstedten     |                                                            |
| 467         | Baron-Voght-Straße 57 | Gartenhaus, kleiner zweigeschossiger Backsteinbau mit abgewalmten Pfannendach, 1. Hälfte 18. Jahrhundert | 17.03.1960 |            | Nienstedten     |                                                            |
| 467         | Baron-Voght-Straße 59 | Stallgebäude, Fachwerkbau mit Rundbogeneinfahrt und Reetdach, erbaut vor 1786 | 17.03.1960 |            | Nienstedten     |                                                            |
| 467         | Baron-Voght-Straße 61 | Gartenhaus, eingeschossiger Fachwerkbau mit pfannengedecktem Satteldach | 17.03.1960 |            | Nienstedten     |                                                            |
| 467         | Baron-Voght-Straße 65-71 | die Gebäude sind 1969 abgebrannt | 17.03.1960 | 01.07.1987 | Nienstedten     |                                                            |
| 717         | Hasselmannstraße 18, Nienstedtener Marktplatz 1 | das Gebäude und als Umgebung der Garten, die Freiflächen, die Hofpflasterung, der Brunnen und die Einfriedung | 10.07.1984 |            | Nienstedten     |                                                            |
| 730         | In de Bost 6, 6 a, 8, 10, 10 a, 10 b, 12 | Gesamtanlage, insbesondere bestehend aus den Gebäuden Villa, Stall- und Garagengebäude mit Gärtnerwohnung sowie Pförtnerhäuschen mit arkadengedecktem Eingang, der Veranda mit Balustrade und der Garten- und Parkanlage einschließlich künstlichem Teich | 14.08.1984 |            | Nienstedten     |                                                            |
| 818         | Schliemannstraße 13 | Einfamilienhaus von 1921 nach Plänen von Fritz Höger | 11.12.1986 |            | Nienstedten     |                                                            |
| 838         | Jürgensallee 73-95, 100 und 102-124, Baron-Voght-Straße 79 und 89 a–j | Jürgensallee 73-95 und Jürgensallee 102-124, Baron-Voght-Straße 79 und deren Umgebung, bestehend aus dem Gebäude Jürgensallee 100 mit einem Teil des umgebenden Grundstücks, einem Teil des Grundstücks Jürgensallee 102-124 mit den sonstigen Bauten und den Grundstücken Jürgensallee 73-95 mit den Neubauten Baron-Voght-Straße 89 a–j. Die Kartierung mit den Grenzen der Gebäudegruppe mit ihrer Umgebung ist in der Denkmalliste hinterlegt. | 01.07.1987 |            | Nienstedten     |                                                            |
| 839         | Baron-Voght-Straße 73-75 | reetgedecktes Wirtschaftsgebäude mit Wohnteil in Fachwerkbauweise von ca. 1800, ohne Holzschuppenanbau auf der Westseite | 01.07.1987 |            | Nienstedten     |                                                            |
| 856         | Hirschparkweg 5 | Wohnhaus, 1922 von Walter Baedeker für Eugen Wittorf errichtet | 24.12.1987 |            | Nienstedten     |                                                            |
| 878         | Sieberlingstraße 7, Hasselmannstraße 1 | ehemalige Dorfschule aus der Mitte des 19. Jahrhunderts mit Umbauten und Aufstockung von 1923 zum Wohnhaus | 17.08.1988 |            | Nienstedten     |                                                            |
| 884         | Sieberlingstraße 10, 10 a | Hauptgebäude von ca. 1860/70 mit späterem Anbau der ehemaligen Sieberling Gaststätte, deren ehemaliger Eigentümer Gustav Sieberling der Straße den Namen gab, seit ca. 1919 als Wohnhaus genutzt | 19.09.1988 |            | Nienstedten     |                                                            |
| 934         | Söbendieken 3 | Jugendstilvilla von 1906 des Großkaufmanns und Lederfabrikanten Hermann Renner | 03.04.1990 |            | Nienstedten     |                                                            |
| 1061        | Georg-Bonne-Straße 87 | massiv errichtetes Landarbeiterhaus von 1865 | 17.07.1995 |            | Nienstedten     |                                                            |
| 1108        | Elbchaussee 374, Elbschloßstraße, Christian-F.-Hansen-Straße 15, 17, 19 (ehemals Georg-Bonne-Straße 15, 17, 19) | das Gebäude Elbchaussee 374 mit Umgebung, die Mälzerei und das zum Elbschlößchen (Georg-Bonne-Straße 19) gehörende Parkgelände als Umgebung. Hinweis: Das Elbschlößchen, Christian-F.-Hansen-Straße 19 (ehemals Georg-Bonne-Straße 19), ist seit dem 17. Juni 1940 unter der Nummer 167 in der Denkmalliste verzeichnet. | 03.12.1996 |            | Nienstedten     |                                                            |
| 1112        | Elbchaussee 354, Christian-F.-Hansen-Straße 1 (vorher Georg-Bonne-Straße 3) | Gesamtanlage, bestehend aus der Villa, der Remise und dem Garten, 1890 nach Plänen der Architekten Petersen und Ehrich entstanden | 21.01.1997 |            | Nienstedten     |                                                            |
| 1123        | Kurt-Küchler-Straße 40 | Mehrfamilienhaus aus den zwanziger Jahren | 19.03.1997 |            | Nienstedten     |                                                            |
| 1155        | Elbchaussee 454 | repräsentatives, villenartiges Einfamilienwohnhaus von 1914 | 20.11.1997 |            | Nienstedten     |                                                            |
| 1172        | Lünkenberg 17 | Ensemble, bestehend aus dem ehemaligen Gärtnerhaus und der Einfriedungsmauer | 20.04.1998 |            | Nienstedten     |                                                            |
| 1179        | Lünkenberg 1 | Ensemble, bestehend aus der Villa und der Einfriedungsmauer | 19.05.1998 |            | Nienstedten     |                                                            |
| 1217        | Stauffenbergstraße 4 | repräsentative, zweigeschossige Villa, vermutlich 1895 als Landhaus errichtet, mit der Einfriedung als Ensemble | 17.05.1999 |            | Nienstedten     |                                                            |
| 1243        | Georg-Bonne-Straße 86 | Ensemble, bestehend aus dem Gebäude und dem schmiedeeisernen Gartenzaun | 20.03.2000 |            | Nienstedten     |                                                            |
| 1267        | In de Bost 21, 23 | Ensemble, bestehend aus zwei miteinander verbundenen zweigeschossigen, giebelständigen Backsteinbauten, für die 1922 Walther Baedeker die Pläne einreichte, und den dazugehörigen Treppen-, Terrassen- und Gartenanlagen einschließlich des Brunnens, der Einfriedigung und der Tordurchfahrt | 09.11.2000 |            | Nienstedten     |                                                            |
| 1279        | Elbchaussee 486 | Ensemble, bestehend aus der zweigeschossigen, gelb verklinkerten Villa, die im Kern wahrscheinlich um 1876 entstanden und durch die Architekten Klophaus und Schoch und von M. H. A. Jochem in den 1920er Jahren erweitert worden ist, dem parkähnlichen Garten und der erhaltenen Einfriedung an der Elbchaussee | 06.02.2001 |            | Nienstedten     |                                                            |
| 1292        | Jürgensallee 53 | ehemaliges Bahnhofsgebäude Klein Flottbek | 22.05.2001 |            | Nienstedten     |                                                            |
| 1296        | Nienstedtener Marktplatz 29 | in den 1880/90er Jahren für den Bauunternehmer und Gemeindevorsteher Peter Braasch errichtetes Haus in malerischen historistischen Formen | 13.06.2001 |            | Nienstedten     |                                                            |
| 1306        | Hasselmannstraße 16 | 1898 errichtetes zweigeschossiges Backsteingebäude mit reich dekorierten Stuckdecken und Wand- und Deckenmalereien im Innern, Gasthaus „Schnepel“ | 02.10.2001 |            | Nienstedten     |                                                            |
| 1330        | Elbchaussee 362 | Ensemble, bestehend aus der um 1902 erbauten Villa in neobarocken Formen, Parkresten und Einfriedung | 20.02.2002 |            | Nienstedten     |                                                            |
| 1359        | Quellental 17, 17a+b, 19, 19a+b | Ensemble, bestehend aus der Terrassenanlage mit sechs zweigeschossigen Etagenhäusern | 06.11.2002 |            | Nienstedten     |                                                            |
| 1385        | Hirschpark: Elbchaussee, Blankeneser Kirchenweg, Mühlenberg | Ensemble Hirschpark und seine Bauten. Die Kartierung des Ensembles ist in der Denkmalliste hinterlegt. Hinweis: Die Eintragung des Hirschparkhauses, Elbchaussee 499 b, unter der Denkmallistennummer 155 vom 24. Januar 1940 bleibt weiterhin bestehen. | 04.08.2003 |            | Nienstedten     |                                                            |
| 1550        | Karl-Jacob-Straße 1-31, Kanzleistraße, Am Westerpark | Ensemble Hermkes-Siedlung, 1950 bis 1951 nach Plänen des Architekten Bernhard Hermkes errichtet, mit den Gebäuden, den Grundstücken, den zugehörigen Straßenabschnitten, der Grünfläche und Parkanlage in den Grenzen, wie mit dem Bebauungsplan Nienstedten 18/Othmarschen 39 festgelegt. Das maßgebliche Stück des Bebauungsplans und die ihm beigegebene Begründung sind beim Staatsarchiv zur kostenfreien Einsicht für jedermann niedergelegt. | 16.08.2006 |            | Nienstedten     |                                                            |
| 1613        | Nienstedtener Straße 18 | um 1912 errichtete erste „Warteschule“ von Nienstedten | 04.09.2007 |            | Nienstedten     |                                                            |
| 1621        | Am Internationalen Seegerichtshof 22, 24, Kanzleistraße 2 | Ensemble von um 1900 errichteten Geschäfts- und Wohnhäusern | 02.10.2007 |            | Nienstedten     |                                                            |
| 1701        | Quellental 21, 25 | Ensemble, bestehend aus dem Wohnhaus mit den Resten der bauzeitlichen Einfriedung und dem 1884 erbauten Schulgebäude | 03.02.2009 |            | Nienstedten     |                                                            |
| 1711        | Jürgensallee 60 | Ensemble des um 1903 erbauten Wohnhauses mit Einfriedung sowie der Einfriedung des Grundstücks westlich von Jürgensallee 60 | 21.04.2009 |            | Nienstedten     |                                                            |
| 1720        | Hasselmannstraße 10, 10 a | im späten 19. Jahrhundert errichtetes Wohnhaus | 22.06.2009 |            | Nienstedten     |                                                            |
| 1780        | Kanzleistraße 63 | 1911 bis 19112 nach Plänen der Architekten Alfred Wellermann & O. Tauchnitz erbautes „Landhaus“ | 18.08.2009 |            | Nienstedten     |                                                            |
| 1818        | Humannstraße 2 | Ensemble, bestehend aus dem 1911 bis 1912 nach Plänen des Architekten Prof. Gloeckner errichteten Wohnhaus und der Einfriedung samt Eingangstor | 05.05.2010 |            | Nienstedten     |                                                            |
| 1907        | Georg-Bonne-Straße 53 | 1949 bis 1950 nach Plänen des Architekten Bernhard Stein errichtetes zweigeschossiges Mehrfamilienhaus mit Garage | 18.06.2012 |            | Nienstedten     |                                                            |
| 1911        | Quellental 42, 44 | zwischen 1868 und 1870 als eingeschossiges, traufständiges Backsteingebäude mit Walmdach und Zwerchhaus errichtetes Doppelhaus als Bestandteil des Ensembles Quellental 42, 44 und 46 | 06.08.2012 |            | Nienstedten     |                                                            |
| 354         | Osdorfer Landstraße 233, Wesselburer Weg 6 | das Bauernhaus und die ehemalige Altenteilerkate, Zweiständerhaus auf T-förmigem Grundriss (Kreuzhaus). Fachwerk, Satteldach, früher reetgedeckt, jetzt Schieferdeckung. Wohnteil aus der zweiten Hälfte des 18. Jahrhunderts, zweigeschossig. Wirtschaftsteil 1846 in Backstein erneuert | 18.09.1947 |            | Osdorf          |                                                            |
| 830         | Dörpfeldstraße 39 | Gesamtanlage, bestehend aus dem Putzbau im Stil des Neuen Bauens (1928/29 für Kurt Sieveking nach Plänen des Architekten H. Amsinck gebaut) und dem Garten einschließlich Hecke. Die Kartierung mit den Grenzen der Gesamtanlage ist in der Denkmalliste hinterlegt. | 10.03.1987 |            | Osdorf          |                                                            |
| 843         | Diekweg 5, 5 a, Rugenbarg 7, 7 a | Scheune mit Reetdach, Diekweg 5, und ihre Umgebung mit den Freiflächen sowie den darauf befindlichen sonstigen Gebäuden, wie in der Denkmalliste kartiert | 21.08.1987 | 19.04.2004 | Osdorf          |                                                            |
| 844         | Dörpfeldstraße 36 | Backsteinbau, 1920 nach Entwürfen des Architekten Erich Elingius errichtet | 14.09.1987 |            | Osdorf          |                                                            |
| 929         | Friedensweg 33 | 1905/06 errichtetes Gebäude von den Architekten Fernando Lorenzen & Edmund Stehn | 09.03.1990 |            | Osdorf          |                                                            |
| 956         | Reichskanzlerstraße 9 | Gesamtanlage, bestehend aus der 1909 von dem Architektenbüro Jacob und Ameis errichteten Villa mit der qualitätvollen Innenausstattung, dem Garten und der alten Einfriedung. Die Kartierung mit den Grenzen der Gesamtanlage ist in der Denkmalliste hinterlegt. | 22.01.1991 |            | Osdorf          |                                                            |
| 1002        | Jenischstraße 11 | Gesamtanlage, insbesondere bestehend aus dem 1913 nach Entwürfen der Architekten Hans und Oskar Gerson für Fräulein Alice Crasemann errichteten Haus und der sonstigen Grundstücksausstattung wie der Mauer, dem Pavillon, der Pforte, dem Gewächshaus und dem Hühnerhaus sowie den Hecken und dem Baumbestand. Die Kartierung mit den Grenzen der Gesamtanlage ist in der Denkmalliste hinterlegt. | 01.12.1992 |            | Osdorf          |                                                            |
| 1047        | Rugenbarg 10 | ehemalige Kate mit Reetdach aus dem späten 18. bzw. frühen 19. Jahrhundert, teilweise Fachwerk | 11.11.1994 |            | Osdorf          |                                                            |
| 1094        | Lübbersmeyerweg 10-15, Hans-Christian-Andersen-Park (vorher Knabeweg 40) | Gesamtanlage, bestehend aus dem 1871 als Armenhaus der Stadt Altona nach Plänen des Stadtbaumeisters Heinrich Oskar Winkler erbauten dreiflügeligen Backsteintrakt mit gotisierenden Elementen und dem dazugehörigen Parkabschnitt. Die Kartierung mit den Grenzen der Gesamtanlage ist in der Denkmalliste hinterlegt. | 26.06.1996 |            | Osdorf          |                                                            |
| 1202        | Arnimstraße 1-7, 7 a, 9-13 und 2 a, 2-6, 6 a, 8-14, Bettinastieg 1, 2, Friedensweg 5, 7, Gustav-Schwab-Straße 1, 3 und 2, 2 a, 4, Langelohstraße 34-38, Platenstraße 1, 3 und 2, 2 a, 4, Wüstenkamp 1, 1 a, 3, 5 und 2, 4 | 1939 von dem Architekten R. Klophaus für die Unterbringung von Offiziersfamilien errichtete 'Luftgausiedlung'; Ensemble des Siedlungsbaus der 1930er Jahre | 03.11.1998 |            | Osdorf          |                                                            |
| 1203        | Bockhorst 9-11, Köhlerstraße 1-5, 5 a, und 2 a, 2-6, 6 a, Kronprinzenstraße 26-36, Tietzestraße 20-30 und 23-29, Wildenbruchstraße 1-5                                                                                    | 1939 bis 1941 von dem Architekten R. Klophaus für die Unterbringung von Offiziersfamilien errichtete 'Luftgausiedlung'; Ensemble des Siedlungsbaus der 1930er Jahre | 03.11.1998 |            | Osdorf          |                                                            |
| 1262        | Jenischstraße 26 | Ensemble, bestehend aus dem 1927 von dem Architekten Heinrich Amsinck entworfenen Clubhaus und dem Spielfeld des Hamburger Poloclubs | 12.10.2000 |            | Osdorf          |                                                            |
| 1310        | Königgrätzstraße 1 | Wohnhaus nach Entwürfen des Pinneberger Architekturbüros Groth & Meier, 1966–68 ausgeführt | 08.10.2001 |            | Osdorf          |                                                            |
| 1327        | Langelohstraße 141, 145, 149 | Ensemble „Heidbarghof“, bestehend aus dem Wohnwirtschaftsgebäude von 1842, Langelohstraße 141, mit dem davor liegenden gepflasterten Hof, dem Stall-/Backhaus, zwei reetgedeckten Katen, Langelohstraße 145 und 149, mit zugehörigem Stallgebäude und den zur Hofanlage gehörenden Freiflächen | 15.01.2002 |            | Osdorf          |                                                            |
| 1357        | Adalbertstraße 11, 13 | Ensemble, bestehend aus der nach Plänen des Architektenbüros Carl Eeg und Edgar Runge 1920 bis 1921 erbauten Villa, dem Gärtnerhaus und den Resten der bauzeitlichen Gartenanlage. Die Kartierung mit den Grenzen des Ensembles ist in der Denkmalliste hinterlegt. | 23.10.2002 |            | Osdorf          | Villa Gärtnerhaus                                          |
| 1468        | Ohnhorststraße 45 | 1913 durch den Architekten Reinhold Peters errichtetes Wohngebäude, als Teil des Ensembles Ohnhorststraße 37-45 | 14.04.2005 |            | Osdorf          |                                                            |
| 1577        | Königgrätzstraße 9 | 1931 nach Plänen des Architekten Carl Hermann erbautes Wohnhaus | 20.03.2007 |            | Osdorf          |                                                            |
| 1594        | Reichskanzlerstraße 12 | 1914 nach Plänen von Walther Baedeker errichtetes zweigeschossiges Landhaus in Backsteinbauweise | 08.05.2007 |            | Osdorf          |                                                            |
| 1673        | Joachimstraße 11 | 1950 nach Plänen des Architekten Hans Christoph Rübcke errichtetes Einfamilienhaus mit Garten als Ensemble | 10.09.2008 |            | Osdorf          |                                                            |
| 1805        | Reichskanzlerstraße 7 | 1896 nach Plänen der Architekten Fernando Lorenzen & Edmund Stehn errichtete Villa | 16.02.2010 |            | Osdorf          |                                                            |
| 160         | Elbchaussee 228 | das Wirtschaftsgebäude Elbchaussee 228, „Halbmond“ genannt, eingeschossiger Backsteinmassivbau mit rechteckigem Mittelteil und im Halbkreis geführten Flügelbauten; verputzt, mit abgewalmten Strohdächern. Das ehemalige Stallgebäude ist ein Neubau um 1820 auf dem Grundriss des ursprünglichen Hansenbaues von 1796 | 24.01.1940 |            | Othmarschen     |                                                            |
| 337         | Baron-Voght-Straße 50 | Herrenhaus (Jenisch-Haus) im Jenischpark, Putzbau, zwei Geschosse und Mezzanin, Flachdach. Erbaut 1831/33 von F. G. Forsmann, der in seinen Riss Konzeption und Vorschläge aus einem Gegenentwurf Schinkels übertragen hatte. Das Ensemble Jenischpark und seine Bauten wurde am 26. Juli 2001 unter der Nummer 1298 in die Denkmalliste aufgenommen. | 12.06.1944 |            | Othmarschen     |                                                            |
| 351         | Baron-Voght-Straße 52-72 | „Instenhäuser“, eingeschossige Reihenhäuser, Backsteinfachwerk mit reetgedecktem Satteldach. Erbaut zwischen 1786/98 für die Gutsarbeiter des Baron Voght | 18.09.1947 |            | Othmarschen     |                                                            |
| 352         | Hochrad 74 | Biedermeierhaus, um 1820 erbaut. Schlichter zweigeschossiger Backsteinbau von ursprünglich acht Achsen, später um zwei Achsen erweitert. Pfannengedecktes Satteldach mit Dachgeschossausbau | 18.09.1947 |            | Othmarschen     |                                                            |
| 353         | Holztwiete 9 | eingeschossiger Putzbau (ehemaliges Pförtnerhaus im Jenischpark) um 1800. Hinweis: Das Ensemble Jenischpark und seine Bauten wurde am 26. Juli 2001 unter der Nummer 1298 in die Denkmalliste aufgenommen. | 18.09.1947 |            | Othmarschen     |                                                            |
| 355         | Agathe-Lasch-Weg 2 | Zweiständerhaus auf T-förmigem Grundriss mit zweigeschossigem Wohnteil. Erdgeschoss massiv Backstein. Wirtschaftsgiebel in Fachwerk. Reetdächer ohne Abwalmung | 18.09.1947 |            | Othmarschen     |                                                            |
| 385         | Elbchaussee 186 (ehemals Flottbeker Chaussee 186) | zweigeschossiger großer Villenbau mit doppelter, im Halbkreis vorspringender Säulenloggia. Um 1820 von Axel Bundsen erbaut | 22.12.1950 |            | Othmarschen     |                                                            |
| 393         | Philosophenweg 18 | Gebäude, ehemaliges Landhaus Gebauer, 1806 von C. F. Hansen erbaut, sogenannter „Hansen-Turm“, ursprünglich zweigeschossiger Putzbau auf kreisförmigem Grundriss mit kegelförmigem Reetdach, 1871 verändert durch Aufstockung, Flachdach und Anbauten. Hinweis: Das Gartengrundstück wurde als Umgebung des Baudenkmals „Hansen-Turm“ am 20. Mai 1994 unter der Nummer 1042 in die Denkmalliste eingetragen. | 19.12.1952 |            | Othmarschen     |                                                            |
| 466         | Elbchaussee 153 | Landhaus, schlichter, breitgelagerter zweigeschossiger Putzbau mit flachem, abgewalmtem Satteldach. Fünfachsige Straßenfront. Zweigeschossiger Loggienausbau an der Elbfront. Dreiseitiger Ausbau in der westlichen Seitenfront. Erbaut 1836/37 von G. J. Forsmann. Hinweis: Das Gärtnerhaus mit Einfriedung, Elbchaussee 157, wurde am 14. April 2005 unter der Nummer 1467 in die Denkmalliste eingetragen. | 17.03.1960 |            | Othmarschen     |                                                            |
| 470         | Övelgönne 40, 41 | zweigeschossiges Fachwerktraufenhaus | 17.03.1960 |            | Othmarschen     |                                                            |
| 471         | Övelgönne 42 und 46 | Övelgönne 46 als zweigeschossiges Wohnhaus, seit dem 8. Oktober 1991 ebenfalls als Bestandteil der Gesamtanlage Övelgönne 46 geschützt unter Denkmallisten-Nummer 976 | 17.03.1960 |            | Othmarschen     |                                                            |
| 472         | Övelgönne 43 | zweigeschossiges Backsteintraufenhaus | 17.03.1960 |            | Othmarschen     |                                                            |
| 473         | Övelgönne 47, 48 | zweigeschossiges Backsteintraufenhaus, Doppelhaus | 17.03.1960 |            | Othmarschen     |                                                            |
| 474         | Övelgönne 54 | zweigeschossiges Backsteintraufenhaus mit Krüppelwalmdach und dreieckigem Mittelgiebel, um 1830 erbaut | 17.03.1960 |            | Othmarschen     |                                                            |
| 475         | Övelgönne 55 | zweigeschossiges Backsteintraufenhaus mit Krüppelwalmdach und dreieckigem Mittelgiebel, um 1830 erbaut | 17.03.1960 |            | Othmarschen     |                                                            |
| 476         | Övelgönne 57, 58 | zweigeschossiges Backsteintraufenhaus aus dem 18. Jahrhundert, Doppelhaus mit Satteldach, Fenster mit Läden | 17.03.1960 |            | Othmarschen     |                                                            |
| 477         | Övelgönne 65, 66 | eingeschossige Backsteintraufenhäuser, Doppelhäuser mit Dachgauben | 17.03.1960 |            | Othmarschen     |                                                            |
| 478         | Övelgönne 67, 68 | 1838 errichtetes eingeschossiges Backsteintraufenhaus, Doppelhaus mit Dachgauben | 17.03.1960 |            | Othmarschen     |                                                            |
| 479         | Övelgönne 72-75 | eingeschossige Backsteintraufenhäuser unter gemeinsamen Satteldach | 17.03.1960 |            | Othmarschen     |                                                            |
| 480         | Övelgönne 88 | eingeschossiges Backsteintraufenhaus | 17.03.1960 |            | Othmarschen     |                                                            |
| 481         | Övelgönne 89 | eingeschossiges Backsteintraufenhaus | 17.03.1960 |            | Othmarschen     |                                                            |
| 535         | Hochrad 75, Baron-Voght-Straße 50-74, Elbchaussee | vorgeschichtlicher Grabhügel, Fundplatz 1 | 10.07.1973 |            | Othmarschen     |                                                            |
| 546         | Övelgönne 13 | Fachwerkgiebelhaus | 18.07.1963 |            | Othmarschen     |                                                            |
| 572         | Elbchaussee 221 | „Gasthaus Rittscher“, Ursprungsbau von 1823, 1980 abgetragen, Wiederaufbau 1985 abgeschlossen | 14.12.1977 |            | Othmarschen     |                                                            |
| 602         | Ansorgestraße 24 | ein- bis zweigeschossige Villa, Backsteinrohbau, teilweise Fachwerk, aus der Zeit um 1880/90 | 29.04.1980 |            | Othmarschen     |                                                            |
| 643         | Elbchaussee 217 | Landhaus, traufständiges, eingeschossiges Backsteinhaus mit Satteldach, erbaut um 1850 | 02.02.1982 |            | Othmarschen     |                                                            |
| 651         | Emkendorfstraße 7 | Einfamilienwohnhaus, Backsteinrohbau mit Fachwerkteilen | 15.04.1982 |            | Othmarschen     |                                                            |
| 652         | Övelgönne 49 | gründerzeitliches Wohnhaus | 04.05.1982 |            | Othmarschen     |                                                            |
| 657         | Emkendorfstraße 10 | Villa „Hintzpeter“, Backsteinrohbau mit Fachwerkteilen | 29.09.1982 |            | Othmarschen     |                                                            |
| 701         | Jungmannstraße 1 | das Gebäude und als Umgebung der Garten, Bestandteil der Gebäudegruppe Jungmannstraße 1 und 3 mit den Gärten als Umgebung | 23.01.1984 |            | Othmarschen     |                                                            |
| 701         | Jungmannstraße 3 | das Gebäude und als Umgebung der Garten, Bestandteil der Gebäudegruppe Jungmannstraße 1 und 3 mit den Gärten als Umgebung | 23.10.1984 |            | Othmarschen     |                                                            |
| 745         | Hochrad 35 | traufständiges, eingeschossiges Backsteinhaus unter Aufnahme klassizistischer Gestaltungselemente | 09.01.1985 |            | Othmarschen     |                                                            |
| 780         | Elbchaussee 277 | ehemaliges Landhaus von 1864, Putzbau im spätklassizistischen Stil mit gründerzeitlichen Elementen | 08.01.1986 |            | Othmarschen     |                                                            |
| 879         | Hohenzollernring 15 | Gesamtanlage, insbesondere bestehend aus dem Einfamilienhaus von 1923/24 (Architekt Rudolf Klophaus und August Schoch) im Stil des Traditionalismus mit dem Garten, den Hecken und der Einfriedung (Klinkermauer und Mauerpfeiler mit zwischengehängtem, weiß gestrichenen Schmuckzaun und -toren). Die Kartierung mit den Grenzen der Gesamtanlage ist in der Denkmalliste hinterlegt. | 17.08.1988 |            | Othmarschen     |                                                            |
| 897         | Elbchaussee 152 | Gesamtanlage, insbesondere bestehend aus dem 1896 nach Plänen des Architekten Julius Westphal errichteten Einfamilienhaus mit Veranda und Altan, dem Garten und der schmiedeeisernen Einfriedung. Die Kartierung mit den Grenzen der Gesamtanlage ist in der Denkmalliste hinterlegt. | 19.04.1989 |            | Othmarschen     |                                                            |
| 913         | Elbchaussee 268 | herrschaftliches Gebäude von 1907 nach Plänen der Architekten Lundt & Kallmorgen | 23.10.1989 |            | Othmarschen     |                                                            |
| 976         | Övelgönne 46 | Gesamtanlage, insbesondere bestehend aus dem Wohnhaus als Baudenkmal gemeinsam mit Vorgarten und Einfriedung, dem zum Teil gepflasterten Hof mit dem Nebengebäude, dem Hang mit seinen charakteristischen Befestigungen (ohne Zuwegung zur Elbchaussee) und dem Hausgarten jenseits des Strandweges. Die Kartierung mit den Grenzen der Gesamtanlage ist in der Denkmalliste hinterlegt. Die Eintragung des Wohnhauses als unbewegliches Baudenkmal unter der Denkmallisten-Nummer 471 vom 17. März 1960 bleibt unverändert bestehen. | 08.10.1991 |            | Othmarschen     |                                                            |
| 1010        | Elbchaussee 180 | Gesamtanlage, insbesondere bestehend aus der 1895 nach Plänen der Arbeitsgemeinschaft Fernando Lorenzen & Edmund Stehn erbauten spätgründerzeitlichen Villa mit ihrem zugehörigen Grundstück und der Einfriedung. Die Kartierung mit den Grenzen der Gesamtanlage ist in der Denkmalliste hinterlegt. | 08.03.1993 |            | Othmarschen     |                                                            |
| 1035        | Philosophenweg 33 | 1907/08 nach Plänen des Architekten F. Christens für den Konditor Carl Oetker errichtetes Einfamilienhaus mit Stuckrelief und Schnitzereien an den Fassaden | 09.02.1994 |            | Othmarschen     |                                                            |
| 1042        | Philosophenweg 18 | Gartengrundstück als Umgebung des Baudenkmals „Hansen-Turm“, wie in der Denkmalliste kartiert. Hinweis: Das Baudenkmal „Hansen-Turm“ wurde bereits am 19. Dezember 1952 unter der Nummer 393 in die Denkmalliste eingetragen. | 20.05.1994 |            | Othmarschen     |                                                            |
| 1053        | Elbchaussee 159 a, Övelgönne 25 | Gesamtanlage, insbesondere bestehend aus der roten Backsteinvilla, dem Pferdestall, der Remise, dem Gärtnerhaus und dem Taubenhaus, erbaut nach Plänen des Architekten A. Petersen Ende des 19. Jahrhunderts, sowie der gepflasterten Zufahrt. Die Kartierung mit den Grenzen der Gesamtanlage ist in der Denkmalliste hinterlegt. | 07.03.1995 |            | Othmarschen     |                                                            |
| 1157        | Elbchaussee 279 | 1890 als Hotel errichtetes Gebäude | 06.01.1998 |            | Othmarschen     |                                                            |
| 1175        | Klein Flottbeker Weg 81 | Ensemble, bestehend aus dem Landhaus mit seiner Ausstattung und dem Gartenbrunnen | 29.04.1998 |            | Othmarschen     |                                                            |
| 1213        | Elbchaussee 241 | 1954 von Cäsar Pinnau errichtetes zweigeschossiges, verputztes Einfamilienhaus mit Garten | 16.02.1999 |            | Othmarschen     |                                                            |
| 1298        | Jenischpark: Baron-Voght-Straße, Hochrad, Holztwiete, Elbchaussee | Ensemble Jenischpark und seine Bauten. Die Kartierung des Ensembles ist in der Denkmalliste hinterlegt. Hinweis: Die Eintragungen des Jenischhauses, Baron-Voght-Straße 50, Denkmallisten-Nummer 337 vom 12. Juni 1944, und des Pförtnerhauses, Holztwiete 9, Denkmallisten-Nummer 353 vom 18. September 1947 bleiben weiterhin bestehen. | 26.07.2001 |            | Othmarschen     |                                                            |
| 1301        | Schulberg 6 | um 1743 errichtetes, 1903 erweitertes ehemaliges Schulhaus von Övelgönne | 14.08.2001 |            | Othmarschen     |                                                            |
| 1305        | Elbchaussee 288 | 1826 errichtetes, im späteren 19. Jahrhundert erweitertes Wohngebäude, das den Typ des einfacheren klassizistischen Landhauses des frühen 19. Jahrhunderts repräsentiert | 02.10.2001 |            | Othmarschen     |                                                            |
| 1309        | Elbchaussee 304, 308, 310, 312, 316, 318 (Baron-Voght-Straße 6, 8 wieder Elbchaussee 318, 308) | zwischen 1835 und 1850 errichtetes Ensemble, bestehend aus Häusern für Handwerker und Gewerbetreibende | 08.10.2001 |            | Othmarschen     |                                                            |
| 1313        | Elbchaussee 286 | Ensemble, bestehend aus einem in den 1880er Jahren erbauten Wohnhaus, ehemaliger Remise und historischer Einfriedung | 06.11.2001 |            | Othmarschen     |                                                            |
| 1332        | Holztwiete 8 | 1895 errichtetes Wohngebäude | 26.02.2002 |            | Othmarschen     |                                                            |
| 1340        | Övelgönne 9 | Ensemble, bestehend aus dem 1902 nach Plänen des Architekten Adolf Kanitz errichteten Wohnhaus und dem Grundstück mit den beiden Gärten südlich und nördlich des Gehweges Övelgönne, dem Hofplatz und den Einfriedungen | 14.08.2002 |            | Othmarschen     |                                                            |
| 1374        | Elbchaussee 281 | Ensemble, bestehend aus dem nach Plänen des Architekturbüros Pahlke und Dr. Kadereit 1950 entworfenen Backsteinwohnhaus und der Einfriedungsmauer | 23.04.2003 |            | Othmarschen     |                                                            |
| 1398        | Jürgensallee 134 | Ensemble, bestehend aus dem 1927 nach Plänen der Gebrüder Hans und Oskar Gerson errichteten zweigeschossigen Backsteinwohnhaus und dem umgebenden Garten | 13.10.2003 |            | Othmarschen     |                                                            |
| 1404        | Övelgönne 11 | Ensemble, bestehend aus dem 1889 nach Plänen des Architekten Adolf Kanitz errichteten Wohnhaus mit den zwei Gärten, dem Hofplatz und den Einfriedungen | 18.11.2003 |            | Othmarschen     |                                                            |
| 1467        | Elbchaussee 157 | ehem. Gärtnerhaus mit Einfriedung, als Teil des Ensembles Elbchaussee 153-157. Hinweis: Das Gebäude Elbchaussee 153 wurde bereits am 17. März 1960 unter der Nummer 466 in die Denkmalliste eingetragen. | 14.04.2005 |            | Othmarschen     |                                                            |
| 1517        | S-Bahnhof Othmarschen, Statthalterplatz, Reventlowstraße | Ensemble S-Bahnhof Othmarschen, ab 1897 erbauter Bahnsteig, bestehend aus der Bahnsteigüberdachung und mehreren darunter liegenden Kiosk-, Bahnwärter- und Wartehäuschen | 27.12.2005 |            | Othmarschen     |                                                            |
| 1521        | Parkstraße 51, Holztwiete | Ensemble, auch ehemalige Cigarettenfabrik Reemtsma, 1930 bis 1932 und 1952 bis 1954 entstandenes Anwesen, bestehend aus dem ehemaligen Wohnhaus, dem Pförtnerhaus, den Verwaltungsbauten und dem Gebäude für Hausinspektion sowie aus den Gartenanlagen samt den darin vorhandenen Kunstwerken und Schmuckelementen im Umfang, wie in der Denkmalliste kartiert Haus K. in O. | 28.12.2005 |            | Othmarschen     |                                                            |
| 1525        | Reventlowstraße 21 | Ensemble, 1913 von dem Architekten Eugen Fink errichtetes Backsteinwohnhaus mit dem geschwungenen Mäuerchen an der Reventlowstraße | 09.02.2006 |            | Othmarschen     |                                                            |
| 1538        | Klein Flottbeker Weg 89 | 1922 nach Plänen des Architekten Erich Elingius errichtetes Wohnhaus | 10.04.2006 |            | Othmarschen     |                                                            |
| 1543        | Reventlowstraße 23 | 1913 errichtetes zweigeschossiges Backsteinwohnhaus | 20.06.2006 |            | Othmarschen     |                                                            |
| 1557        | Marxsenweg 15 | 1909 errichtetes Wohngebäude mit Einfriedung und Tor als Teil des Ensembles Marxsenweg 15-18. Hinweis: Der Ensemble-Bestandteil Marxsenweg 12 wurde am 21. August 2012 unter derselben Nummer in die Denkmalliste eingetragen. | 04.12.2006 |            | Othmarschen     |                                                            |
| 1557        | Marxsenweg 12 | etwa 1900 im späthistoristischen Stil errichtetes zweigeschossiges Gebäude, zusammen mit seiner Einfriedung, als Bestandteil des Ensembles Marxsenweg 12, 15- 18 Hinweis: Der Ensemble-Bestandteil Marxsenweg 15 wurde bereits am 4. Dezember 2006 unter derselben Nummer in die Denkmalliste eingetragen. | 21.08.2012 |            | Othmarschen     |                                                            |
| 1558        | Gottorpstraße 1 | 1972 bis 1975 nach Plänen des Architekten und Bildhauers Thomas Darboven errichtetes Wohnhaus mit Atelier. Hinweis: Die Gartenanlage wurde unter der gleichen Nummer am 25. November 2010 in die Denkmalliste eingetragen. | 04.12.2006 |            | Othmarschen     |                                                            |
| 1558        | Gottorpstraße 1 | Garten des Kulturdenkmals Gottorpstraße 1 mit seinen architektonischen Elementen (Mauern, Terrassen, Pflaster) sowie den Rasenflächen und dem rahmenden Gehölzbestand. Hinweis: Das 1972 bis 1975 nach Plänen des Architekten und Bildhauers Thomas Darboven errichtete Wohnhaus mit Atelier wurde bereits am 4. Dezember 2006 unter der gleichen Nummer in die Denkmalliste eingetragen. | 25.11.2010 |            | Othmarschen     |                                                            |
| 1564        | Elbchaussee 165 | Ensemble, bestehend aus dem 1891 errichteten Wohnhaus mit Einfriedung und Tor | 09.01.2007 |            | Othmarschen     |                                                            |
| 1576        | Övelgönne 64, 101 | Ensemble Övelgönne 64, bestehend aus dem Grundstück mit dem vor 1867 errichteten Wohngebäude mit davor liegender gusseiserner Veranda und Einfriedung sowie dem rückwärtigen Hofplatz, und Ensemble Övelgönne 101, bestehend aus dem Grundstück mit dem zwischen 1802 und 1867 errichteten Wohngebäude mit davor liegender gusseiserner Veranda, rückwärtigem Hofplatz und elbseitigem Gartengrundstück samt Einfriedungen und Zubehör, beide Ensembles sind auch Teile des größeren Ensembles Siedlung Neumühlen/Övelgönne in der Ausdehnung, wie in der Denkmalliste kartiert. Hinweis: Das Ensemble Övelgönne 107 bis 111, auch Teil des größeren Ensembles Siedlung Neumühlen/Övergönne, ist seit dem 4. März 2008 ebenfalls unter dieser Nummer in der Denkmalliste verzeichnet. | 20.03.2007 |            | Othmarschen     |                                                            |
| 1576        | Övelgönne 107, 108, 109, 110, 111 | Ensemble aus dem Mitte des 18. oder Anfang des 19. Jahrhunderts errichteten Reihenwohnhaus in Fachwerkbauweise mit Gartengrundstück, zudem Teil des größeren Ensembles Siedlung Neumühlen/Övelgönne zwischen Elbstrand und Geesthang. Hinweis: Die beiden Ensembles Övelgönne 64 und 101, zugleich auch Teile des größeren Ensembles Siedlung Neumühlen/Övelgönne, wurden bereits am 20. März 2007 unter dieser Nummer in die Denkmalliste eingetragen. | 04.03.2008 |            | Othmarschen     |                                                            |
| 1576        | Övelgönne 64, Hinterhaus | Hintergebäude als Teil des Ensembles Övelgönne 64, bestehend aus dem Wohngebäude mit davor liegender gusseiserner Veranda und Einfriedung sowie dem rückwärtigen Hofplatz mit Hintergebäude, ebenfalls Teil des größeren Ensembles Siedlung Neumühlen/Övelgönne in der Ausdehnung, wie in der Denkmalliste kartiert. Hinweis: Das Ensemble Övelgönne 64 wurde bereits am 20. März 2007 unter dieser Nummer in die Denkmalliste eingetragen, jetzt das Hinterhaus dazu getragen. | 22.06.2009 |            | Othmarschen     |                                                            |
| 1631        | Parkstraße 30 | 1907 nach Plänen der Architekten Fernando Lorenzen & Edmund Stehn errichtetes Wohnhaus sowohl als Einzeldenkmal als auch als Teil des Ensembles Parkstraße 25, 28, 30, 32, 34. Hinweis: Parkallee 34 wurde am 25. Januar 2010 unter dieser Nummer in die Denkmalliste eingetragen sowohl als Einzeldenkmal als auch als Teil des Ensembles Parkstraße 25, 28, 30, 32, 34. | 21.11.2007 |            | Othmarschen     |                                                            |
| 1631        | Parkstraße 34 | 1911 bis 1912 nach Plänen der Architekten Fernando Lorenzen & Edmund Stehn errichtete Villa sowohl als Einzeldenkmal als auch als Teil des Ensembles Parkstraße 25, 28, 30, 32, 34. Hinweis: Die Villa Parkstraße 30 ist bereits seit dem 21. November 2007 unter dieser Nummer in der Denkmalliste sowohl als Einzeldenkmal als auch als Teil des Ensembles Parkstraße 25, 28, 30, 32, 34 verzeichnet. | 25.01.2010 |            | Othmarschen     |                                                            |
| 1631        | Parkstraße 32 | 1906 bis 1908 nach Plänen der Architekten Fernando Lorenzen & Edmund Stehn errichtete Villa als Einzeldenkmal und Teil des Ensembles Parkstraße 25, 30-34. Hinweis: Die Denkmale und ebenfalls Teile des Ensembles Parkstraße 30 wurden am 21. November 2007 und Parkstraße 34 am 25. Januar 2010 unter dieser Nummer in die Denkmalliste eingetragen. | 29.03.2010 |            | Othmarschen     |                                                            |
| 1790        | Elbchaussee 190 | zwischen 1850 und 1892 entstandenes ehemaliges Gärtnerhaus als Teil des Ensembles Elbchaussee 190, 192 | 03.11.2009 |            | Othmarschen     |                                                            |
| 1798        | Statthalterplatz 1, Reventlowstraße | 1906 nach Plänen des Architekturbüros Schaar & Hintzpeter erbaute Villa mit Einfriedung als Ensemble | 05.01.2010 |            | Othmarschen     |                                                            |
| 1803        | Elbchaussee 162 | Ensemble aus dem 1909 bis 1910 nach Plänen des Architekten Carl Ellinger errichteten Wohnhaus mit Einfriedung | 10.02.2010 |            | Othmarschen     |                                                            |
| 1829        | Philosophenweg 12 | 1904 nach Plänen des Architekten A. L. Loose für den Fabrikbesitzer Friedrich Michelmann errichtete Villa samt Automobilschuppen als Ensemble | 28.09.2010 |            | Othmarschen     |                                                            |
| 1838        | Falckweg 12 (vorher Statthalterplatz 2) | 1907 nach Plänen des Architektenbüros Raabe & Wöhlecke errichtete Villa mit Einfriedung | 23.11.2010 |            | Othmarschen     |                                                            |
| 1868        | Elbchaussee 239 | Ensemble, insbesondere bestehend aus dem 1904 von dem Kaufmann Carlos de Freitas nach Plänen der Architekten Lundt & Kallmorgen errichtetem freistehenden Einfamilienhaus mit axialer Zufahrt und Umfahrungsrondell, dem erhaltenen historischen Baumbestand und zwei elbseitigen Stützmauern aus Bruchstein | 26.04.2011 |            | Othmarschen     |                                                            |
| 1913        | Handelmannweg 16 | etwa 1910 von dem Architekten Walther Voß errichtetes Einfamilienhaus | 15.08.2012 |            | Othmarschen     |                                                            |
| 1918        | Holztwiete 14, Albertiweg | Ende des 19. Jahrhunderts errichtetes Erdgewächshaus und das 1921 bis 1922 von Hans und Oskar Gerson als zweigeschossiger Ziegelbau mit Walmdach, rundem Mittelausbau zum Garten, Pergolen sowie Anbau nach Nordosten errichtete Landhaus | 27.09.2012 |            | Othmarschen     |                                                            |
| 146         | Klopstockplatz, Klopstockstraße | Evangelisch-lutherische Christianskirche in Hamburg-Ottensen. Einschiffiger Backsteinbau auf rechteckigem Grundriss mit fünfseitigem Ostschluss. Eingebauter Westturm mit Dachreiter. Mansarddach mit Pfannendeckung. Erbaut 1735/38 nach Plänen des Landbaumeisters O. J. Müller, Schleswig | 24.01.1940 |            | Ottensen        |                                                            |
| 150         | Klopstockstraße, Klopstockplatz | die Klopstockgräbergruppe auf dem Friedhof der Christianskirche | 24.01.1940 |            | Ottensen        |                                                            |
| 151         | Betty-Levi-Passage (früher Museumstraße) | Blücher-Denkmal 1852 in der Palmaille nach einem Entwurf des Bildhauers Franz Bernhard Schiller errichtet. 1905 Auswechseln der Figur aus Zinkguss mit Kupferüberzug gegen eine Kupfer-Galvanoplastik. 1952 Neuaufstellung in der Grünanlage westlich des Altonaer Rathauses | 24.01.1940 |            | Ottensen        |                                                            |
| 392         | Klopstockstraße 2-8 | Hauszeile von vier zweigeschossigen Traufenhäusern mit durchgehendem Satteldach, 1797 als Backsteinrohbau errichtet | 19.12.1952 |            | Ottensen        |                                                            |
| 455         | Klopstockstraße, Klopstockplatz | Friedhof bei der Christianskirche in Hamburg-Ottensen | 30.05.1958 |            | Ottensen        |                                                            |
| 465         | Elbchaussee 103 | Gärtnerhaus. Fachwerkhaus mit waagerechter Verbretterung und abgewalmtem, schiefergedecktem Satteldach, erbaut 1794 durch C. F. Hansen | 17.03.1960 | 23.05.1984 | Ottensen        |                                                            |
| 502         | Elbchaussee 31 | das Gartenhaus von Salomon Heine, klassizistischer Putzbau mit pfannengedecktem Satteldach mit Krüppelwalm, 1832 erbaut. Das kleine Gebäude ist der letzte erhaltene Rest eines ehemals großen Landsitzes, den zu Beginn des 19. Jahrhunderts der jüdische Bankier Salomon Heine erworben hatte. Heine ließ sich im Park, hart an der Elbchaussee, im Jahre 1832 ein kleines Gartenhaus errichten, mit einem ovalen Gartensaal. Das Hauptgebäude des Landsitzes wurde im späten 19. Jahrhundert abgebrochen. Hinweis: Das Gartenhaus ist seit dem 1. August 2006 außerdem als Teil des Ensembles „Heine-Park“, Elbchaussee 31, 31 a, 43 unter der gleichen Nummer in der Denkmalliste verzeichnet. | 16.07.1962 |            | Ottensen        |                                                            |
| 502         | Elbchaussee 31 a, 43 | Wohngebäude und Allee, als Teil des Ensembles „Heine-Park“, bestehend aus dem Gärtnerhaus (Elbchaussee 31), dem Wohnhaus (Elbchaussee 31 a), der Villa (Elbchaussee 43) sowie aus der auf die Villa zuführenden baumbestandenen Wegeführung (Allee). Die Kartierung des Ensembles ist in der Denkmalliste hinterlegt. Hinweis: Der Ensembleteil Elbchaussee 31 wurde bereits am 16. Juli 1962 unter der gleichen Nummer in die Denkmalliste eingetragen. | 01.08.2006 |            | Ottensen        |                                                            |
| 553         | Klopstockstraße 21 | Wohnhaus von 1846. Hinweis: Das Wohnhaus ist ebenfalls Teil des Ensembles Klopstockstraße 11-27. Die Teile des Ensembles wurden unter der Nummer 1214 in die Denkmalliste eingetragen, Klopstockstraße 27 am 19. April 1999, Klopstockstraße 23 und 25 am 5. April 2001 und Klopstockstraße 11-19 am 25. März 2002. | 05.08.1975 |            | Ottensen        |                                                            |
| 585         | Neumühlen südlich Nummer 42 (Museumshafen Övelgönne) | historischer Kran, Inventar-Nummer MHG 1974.113 | 27.09.1978 |            | Ottensen        |                                                            |
| 604         | Elbchaussee 129, 129 a (vorher Elbchaussee 131) | zweigeschossiges Landhaus, erbaut 1856/57 | 15.08.1980 |            | Ottensen        |                                                            |
| 674         | Friedensallee 9 | ehemalige Schiffsschraubenfabrik Zeise | 12.01.1983 |            | Ottensen        |                                                            |
| 692         | Museumstraße 21, 23 | der Süd- und Mittelflügel des Altonaer Museums, fertiggestellt im Jahre 1899 | 29.11.1983 |            | Ottensen        |                                                            |
| 693         | Braunschweiger Straße 6 | ehemalige Uhrmacherschule | 29.11.1983 |            | Ottensen        |                                                            |
| 704 (15376) | Donnerstraße 18 | Gesamtanlage | 29.02.1984 |            | Ottensen        |                                                            |
| 789         | Erzbergerstraße 1, 3, Spritzenplatz 11 | Gebäudegruppe der „Reformarchitektur“, errichtet um 1910 | 18.02.1986 |            | Ottensen        |                                                            |
| 797         | Elbchaussee 18 | dreigeschossiges Mietwohnhaus, erbaut um 1895 | 10.03.1986 |            | Ottensen        |                                                            |
| 824         | Neumühlen 16, 18, 20 | sogenanntes Lawaetzhaus von 1802 128 | 21.01.1987 |            | Ottensen        |                                                            |
| 853         | Elbchaussee 79 | das klassizistische ehemalige Pförtner-/ Gärtnerhaus, entstanden um 1850/70, von dem im Zweiten Weltkrieg zerstörten Landhauses Donner („Donnerschloss“) | 22.12.1987 |            | Ottensen        |                                                            |
| 872         | Friedensallee 14-16 | ehemaliges Fabrikgebäude mit Schornstein (Werk II der ehemaligen Schiffsschraubenfabrik Zeise) | 21.06.1988 |            | Ottensen        |                                                            |
| 881         | Mottenburger Twiete 12 | Gesamtanlage (ehemalige Zigarrenfabrik Caprano & Gruhn), insbesondere bestehend aus dem Vorder- und Hinterhaus (beide erbaut um 1890 mit späteren Umbauten), dem Hofflügel von 1903 mit der Darstellung von Zigarren in einem Tondo über dem Fenster und den gesamten Freiflächen. Die Kartierung mit den Grenzen der Gesamtanlage ist in der Denkmalliste hinterlegt. | 23.08.1988 |            | Ottensen        |                                                            |
| 889         | Borselstraße 14-18, Völckersstraße | Gesamtanlage in den Grenzen, insbesondere bestehend aus den Gebäuden samt der überkommenen Einrichtung, der Hoffläche mit Pflaster und Geleis. Die Kartierung mit den Grenzen der Gesamtanlage ist in der Denkmalliste hinterlegt. | 06.12.1988 |            | Ottensen        |                                                            |
| 903         | Zeißstraße 22-34 | Gesamtanlage der ehemaligen Ottensener Drahtstiftefabrik, insbesondere bestehend aus den beiden Vorderhäusern, den Freiflächen sowie den hinteren ehemaligen Fabrikationsgebäuden nebst Innenausstattung und aufgelistetem Inventar an Maschinen und Werkzeug. Die Inventarliste ist Teil der Eintragung und bei der Kulturbehörde Denkmalschutzamt in der Denkmalliste niedergelegt. Hinweis: Seit dem 13. November 1996 ist die Gesamtanlage außerdem als Bestandteil der Gebäudegruppe Zeißstraße 17-81 und 18-88 und deren Umgebung unter der Nummer 1104 in der Denkmalliste verzeichnet. | 04.07.1989 |            | Ottensen        |                                                            |
| 933         | Holstentwiete 26 | 1876/77 errichtetes zweigeschossiges Putztraufenhaus als Beispiel der Althamburger Sahlhausarchitektur | 03.04.1990 |            | Ottensen        |                                                            |
| 939         | Bahrenfelder Straße 8 | um 1850 errichtetes zweigeschossiges Gebäude (Backsteinaußen- und Fachwerkinnenwände) | 19.06.1990 |            | Ottensen        |                                                            |
| 1033        | Friedensallee 52 | 1876 errichtete Doppelhaushälfte mit verglastem Verandenvorbau | 09.02.1994 |            | Ottensen        |                                                            |
| 1046        | Keplerstraße 33 | viergeschossiges Mietwohnhaus aus der Zeit um 1905 | 24.10.1994 |            | Ottensen        |                                                            |
| 1060        | Planckstraße 13, 15 | Gesamtanlage, bestehend aus den Hallen, dem Straßentrakt, den Anbauten, dem Hof mit Gleisen der Industriebahn und der Krananlage, erbaut 1907/11. Die Kartierung mit den Grenzen der Gesamtanlage ist in der Denkmalliste hinterlegt. | 17.07.1995 |            | Ottensen        |                                                            |
| 1101        | Elbchaussee 2, 4, Klopstockplatz 1 | Wohn- und Geschäftshaus, in spätklassizistischer Tradition um 1868 errichtet | 17.09.1996 |            | Ottensen        |                                                            |
| 1104        | Zeißstraße 17-81, 18-88, Abbestraße 33, 35, 50, Bei der Osterkirche, Nernstweg 18 a | die Gebäudegruppe Zeißstraße 17-35, 37 Haus 1 und 2, 39-49, 51 Haus 1-4, 55, 57, 59 Haus 1-3, 61-67, 18, 20, 22-34 einschließlich Hinterhäuser (ehemalige Drahtstiftefabrik), 42-48, Abbestraße 35, Zeißstraße 54-60, 66-88 und als deren Umgebung die übrigen Gebäude, soweit diese nicht Bestandteil der Gebäudegruppe sind, mit den Freiflächen und den dazugehörigen Straßenflächen, wie in der Denkmalschutzkarte dargestellt. Das maßgebliche Stück der Denkmalschutzkarte ist beim Staatsarchiv, eine weitere Ausfertigung beim Bezirksamt Altona sowie eine Ausfertigung in der Denkmalliste hinterlegt. Hinweis: Die Eintragung der ehemaligen Ottensener Drahtstiftefabrik, Zeißstraße 22-34, Denkmallisten-Nummer 903 vom 4. Juli 1989, bleibt weiterhin bestehen. | 13.11.1996 |            | Ottensen        | Zeißstraße Abbestraße                                      |
| 1141        | Neumühlen 29 | Gebäude, bestehend aus dem 1904 errichteten Wohnhaus und der angrenzenden Werkstatt | 08.08.1997 |            | Ottensen        |                                                            |
| 1153        | Elbchaussee 56 | Villa von 1903, von den Architekten Schaar & Hinzpeter errichtet | 19.11.1997 |            | Ottensen        |                                                            |
| 1181        | Eulenstraße 68 | katholische Volksschule, bestehend aus dem Schulbau und den Pavillons als Teil des Ensembles Eulenstraße 68, Bei der Reitbahn 4 und 7. Hinweis: Der andere Teil des Ensembles, die römisch-katholische St. Marienkirche, das St. Ansgar-Stift und das Pfarrhaus, wurde am 2. September 1998 unter der Nummer 1194 in die Denkmalliste eingetragen. | 03.06.1998 |            | Ottensen        |                                                            |
| 1189        | Klopstockterrasse 1-4, Rainvilleterrasse 7-9 | Ensemble, bestehend aus den 1890 entstandenen Reihenhäusern in der Tradition englischer terraced houses in prominenter Lage am Elbhang, durch ein aufwendiges Etagenhaus nach Süden abgeschlossen | 14.08.1998 |            | Ottensen        | Klopstockterrasse 1–4 Rainvilleterrasse 9                  |
| 1194        | Bei der Reitbahn 4, 7, Eulenstraße | römisch-katholische St. Marienkirche, St. Ansgar-Stift und Pfarrhaus als Teil des Ensembles Eulenstraße 68, Bei der Reitbahn 4 und 7. Hinweis: Der andere Teil des Ensembles, die katholische Volksschule Eulenstraße 68, bestehend aus dem Schulbau und den Pavillons, wurde bereits am 3. Juni 1998 unter der Nummer 1181 in die Denkmalliste eingetragen. | 02.09.1998 |            | Ottensen        |                                                            |
| 1196        | Elbchaussee 28 | repräsentatives Einfamilienhaus des Architekten Gustav Otte | 16.09.1998 |            | Ottensen        |                                                            |
| 1201        | Elbchaussee 5, 7, 9, 11, Rainvilleterrasse 1, 3 | Ensemble von Gebäuden mit Elementen unterschiedlicher Stilrichtungen | 03.11.1998 |            | Ottensen        | Elbchaussee 5-11 Rainvilleterrasse 1 und 3                 |
| 1214        | Klopstockstraße 27 | dreigeschossiger Putzbau in spätklassizistischen Formen, 1845 als „Zolletablissement“ errichtet, Teil des Ensembles Klopstockstraße 11-27. Hinweis: Klopstockstraße 21 wurde unter der Nummer 553 am 5. August 1975 eingetragen, die anderen Teile des Ensembles ebenfalls unter der Nummer 1214, Klopstockstraße 23 und 25 am 5. April 2001 und Klopstockstraße 11-19 am 25. März 2002. | 19.04.1999 |            | Ottensen        |                                                            |
| 1214        | Klopstockstraße 23, 25 | 1855 entstandenes klassizistisches Doppelhaus, Teil des Ensembles Klopstockstraße 11-27. Hinweis: Klopstockstraße 21 wurde unter der Nummer 553 am 5. August 1975 eingetragen, die anderen Teile des Ensembles ebenfalls unter der Nummer 1214, Klopstockstraße 27 am 19. April 1999, Klopstockstraße 11-19 am 25. März 2002. | 05.04.2001 |            | Ottensen        |                                                            |
| 1214        | Klopstockstraße 11, 13, 15, 17, 19 | zwischen 1846 und 1854 errichtete Wohnhäuser in spätklassizistischer Tradition, Teile des Ensembles Klopstockstraße 11-27. Hinweis: Klopstockstraße 21 wurde bereits am 5. August 1975 unter der Nummer 553 in die Denkmalliste eingetragen. Die weiteren Teile des Ensembles wurden ebenfalls unter der Nummer 1214 verzeichnet, Klopstockstraße 27 am 19. April 1999, Klopstockstraße 23, 25 am 5. April 2001. | 25.03.2002 |            | Ottensen        |                                                            |
| 1219        | Friedensallee 61 | fünfgeschossiges Etagenhaus mit aufwendiger Fassadengestaltung, als Teil des Ensembles Friedensallee 61-73 | 21.05.1999 |            | Ottensen        |                                                            |
| 1247        | Am Felde ohne Nummer, Museumstraße 39, Paul-Nevermann-Platz, Winterstraße | zwischen 1934 und 1936 errichteter, repräsentativer Erweiterungsbau zum historischen Eisenbahndirektionsgebäude. Die Kartierung ist in der Denkmalliste hinterlegt. | 12.05.2000 |            | Ottensen        |                                                            |
| 1255        | Hohenzollernring 57, 59, 61, Bleickenallee 30, 34, 36, 38, Bleickenallee und Lisztstraße ohne Nummern, Bülowstraße 9 und Bülowstraße 20 (vorher gegenüber Bülowstraße 9)                                                  | Ensemble, bestehend aus im Wesentlichen gemäß dem Stadtentwicklungsplan von Josef Stübben zwischen 1908 und 1920 entstandenen öffentlichen Bauten: Gymnasium mit davorliegender Gartenanlage, Lankenau-Stift, Kinderkrankenhaus, ehemalige Frauenklinik samt Bunker. Die Kartierung ist in der Denkmalliste hinterlegt. | 14.08.2000 |            | Ottensen        |                                                            |
| 1256        | Neumühlen 33 | 1765 errichtetes einfaches Wohnhaus mit geschlämmten Außenwänden, Mansarddach und seitlichem Zwerchhaus | 14.08.2000 |            | Ottensen        |                                                            |
| 1286        | Bahrenfelder Straße 216 | Sahlhaus, das vermutlich 1868 im Stil des romantischen Klassizismus errichtet wurde, Teil des Ensembles Bahrenfelder Straße 216, 224, 228, 230 | 03.05.2001 |            | Ottensen        |                                                            |
| 1286        | Bahrenfelder Straße 224, 228, 230 | etwa 1868 entstandenes Sahlhaus als Teil des Ensembles Bahrenfelder Straße 216-230. Hinweis: Der Ensemble-Teil Bahrenfelder Straße 216 wurde bereits am 3. Mai 2001 unter dieser Nummer in die Denkmalliste eingetragen. | 22.06.2009 |            | Ottensen        |                                                            |
| 1291        | Fischers Allee 72, Holstentwiete 15, 17a | Ensemble, bestehend aus einem Wohn- und Geschäftshaus mit Laden von 1901 und einem Fabrikgebäude von 1908, errichtet für die Farben- und Lackfabrik Max Leonhart & Co. | 10.05.2001 |            | Ottensen        |                                                            |
| 1323        | Rainvilleterrasse 2 a | 1902 nach Plänen des Architekten Franz Lorenz erbautes Wohnhaus | 20.12.2001 |            | Ottensen        |                                                            |
| 1337        | Ottenser Hauptstraße 1, 1a | Wohn- und Verwaltungsgebäude, 1922 als „Geschäftsgebäude mit Dienstwohnung für den Präsidenten der Eisenbahndirektion“ errichtet | 17.04.2002 |            | Ottensen        |                                                            |
| 1350        | Bahrenfelder Straße 69, Mottenburger Twiete 2 | 1890 nach Entwürfen von Schaar und Hintzpeter erbautes viergeschossiges Wohn- und Geschäftshaus | 25.09.2002 |            | Ottensen        |                                                            |
| 1372        | Bei der Osterkirche 13, 15, 17 | Ensemble Gemeindezentrum Osterkirche Altona, bestehend aus dem Gemeindehaus, der Kirche mit Gemeindesaal und dem Pfarrhaus, erbaut 1930 bis 1931 nach Plänen des Architekten Kurt Stoltenberg im Büro Raabe & Wöhlecke | 19.03.2003 |            | Ottensen        |                                                            |
| 1397        | Am Felde 37 | Ende des 19. Jahrhunderts errichteter viergeschossiger Putzbau, Teil des Ensembles Am Felde 35, 37, 54, Lobuschstraße 18 bis 24, 39, Klausstraße 44. Hinweis: Die anderen Teile des Ensembles, Am Felde 35, 54, Lobuschstraße 18-24, 39, Klausstraße 44, wurden unter der gleichen Nummer am 15. März 2004 in die Denkmalliste eingetragen. | 13.10.2003 |            | Ottensen        |                                                            |
| 1397        | Am Felde 35, 54, Lobuschstraße 18-24, 39, Klausstraße 44 | Ende des 19. Jahrhunderts errichtete vier- und fünfgeschossige Putzbauten, Teile des Ensembles Am Felde 35, 37, 54, Lobuschstraße 18 bis 24, 39, Klausstraße 44. Hinweis: Der weitere Teil des Ensembles, Am Felde 37, wurde unter der gleichen Nummer am 13. Oktober 2003 in die Denkmalliste eingetragen. | 15.03.2004 |            | Ottensen        |                                                            |
| 1411        | Bernadottestraße 36, 38, 40, Tönsfeldtstraße 40 | 1928 bis 1929 durch den Architekten Emil Hinrichsen in Architekturformen des Neuen Bauens errichtetes Mietwohnhaus, Siedlungsbau der 1920er Jahre | 12.01.2004 |            | Ottensen        |                                                            |
| 1416        | Hohenzollernring 28-32 | nach Plänen des Architekten Heinrich W. Müller 1930 bis 1932 errichtetes Ensemble aus drei- bis viergeschossigen Backsteinwohnbauten, Anlage des Siedlungsbaus der 1930er Jahre | 22.03.2004 |            | Ottensen        |                                                            |
| 1422        | Hohenzollernring 31, 33, Bleickenallee 15, 17 | zwischen 1930 und 1938 durch den Architekten Friedrich Richard Ostermeyer errichtete vier- bis sechsgeschossige Wohnhäuser, Teile des Ensembles von Siedlungsbauten der 1930er Jahre Hohenzollernring 31-37, Bleickenallee 15, 17, bestehend aus den Gebäuden, den Grundstücksmäuerchen mit Treppenanlagen und den Vorgartenbereichen. Hinweis: Der weitere Teil des Ensembles, Hohenzollernring 35, 37, wurde unter der gleichen Nummer am 19. August 2004 in die Denkmalliste eingetragen. | 19.04.2004 |            | Ottensen        |                                                            |
| 1422        | Hohenzollernring 35, 37 | zwischen 1930 und 1938 durch den Architekten Friedrich Richard Ostermeyer errichtete vier bis fünfgeschossige Wohnhäuser, Teil des Ensembles von Siedlungsbauten der 1930er Jahre Hohenzollernring 31-37, Bleickenallee 15-17, bestehend aus den Gebäuden, den Grundstücksmäuerchen mit Treppenanlagen und den Vorgartenbereichen. Hinweis: Die weiteren Teile des Ensembles, Hohenzollernring 31, 33, Bleickenallee 15-17, wurden unter der gleichen Nummer am 19. April 2004 in die Denkmalliste eingetragen. | 19.08.2004 |            | Ottensen        |                                                            |
| 1436        | Hohenzollernring 23, 25 | Ensemble, Siedlungsbauten der 1920er und 1930er Jahre | 24.06.2004 |            | Ottensen        |                                                            |
| 1466        | Elbchaussee 40 | Ensemble, bestehend aus dem in der Mitte des 19. Jahrhunderts erbauten Wohngebäude und dem Vorgartenbereich, als Teil des Ensembles Elbchaussee 38-52, Rothestraße 1, 2, 4. Hinweis: Das Ensemble Elbchaussee 42 als Teil des Ensembles Elbchaussee 38-52, Rothestraße 1, 2, 4 wurde am 29. März 2006 unter dieser Nummer in die Denkmalliste eingetragen. | 14.04.2005 |            | Ottensen        |                                                            |
| 1466        | Elbchaussee 42 | Ensemble, bestehend aus dem Gebäude mit seiner historischen Verandaüberdachung und dem Vorgartenbereich, als Teil des Ensembles Elbchaussee 38-52, Rothestraße 1, 2, 4. Hinweis: Das Ensemble Elbchaussee 40 als Teil des Ensembles Elbchaussee 38-52, Rothestraße 1, 2, 4 wurde bereits am 14. April 2005 unter dieser Nummer in die Denkmalliste eingetragen. | 29.03.2006 |            | Ottensen        |                                                            |
| 1597        | Bleickenallee 26 a | 1928 nach Plänen von Gustav Oelsner errichtetes ehemaliges Wartehäuschen | 04.07.2007 |            | Ottensen        |                                                            |
| 1609        | Keplerstraße 10 a, Eulenstraße 59 a | 1925 bis 1926 erbauter Fabrik- und Werkhallenkomplex als Teil des Ensembles Eulenstraße 47-75, Große Brunnenstraße 52-60, Keplerstraße 2-18, Rothestraße 39-43. Hinweis: Das Ensemblebestandteil Keplerstraße 8 wurde am 7. Juni 2012 unter derselben Nummer in die Denkmalliste eingetragen. | 28.08.2007 |            | Ottensen        |                                                            |
| 1609        | Keplerstraße 8 | 1904 bis 1905 nach Plänen von Heinrich John errichtetes Etagenhaus als Bestandteil des Ensembles Eulenstraße 47-51, 55-59, 59 a, 61-63, 75, Große Brunnenstraße 52- 60, Keplerstraße 2-10, 10 a, 12-18, Rothestraße 39-43 Hinweis: Das Ensembleteil Eulenstraße 59a/Keplerstraße 10a wurde am 28. August 2007 unter derselben Nummer in die Denkmalliste eingetragen. | 07.06.2012 |            | Ottensen        |                                                            |
| 1629        | Rainvilleterrasse | Ensemble Platzanlage Rainvilleterrasse mit Straßen- und Pflasterflächen, mit Einfriedung samt Pfeiler und Laternen, mit Stützmauer und Freitreppe sowie mit dem Chemnitz-Bellmann-Brunnen. Hinweis: Unter der gleichen Denkmallisten-Nummer wurde am 14. Juni 2011 das Ensemble Ehemalige Seefahrtschule Altona, Gebäude mit Terrasse, Vorgarten und Einfriedungen eingetragen. | 13.11.2007 |            | Ottensen        |                                                            |
| 1629        | Rainvilleterrasse 4 | Ensemble Ehemalige Seefahrtschule Altona, Gebäude mit Terrasse, Vorgarten und Einfriedungen Hinweis: Unter der gleichen Denkmallisten-Nummer wurde am 13. November 2007 das Ensemble Platzanlage Rainvilleterrasse mit Straßen- und Pflasterflächen, mit Einfriedung samt Pfeiler und Laternen, mit Stützmauer und Freitreppe sowie mit dem Chemnitz-Bellmann-Brunnen eingetragen. | 14.06.2011 |            | Ottensen        |                                                            |
| 1683        | Elbchaussee 26 | 1902 nach Plänen des Architekten Gustav Otte errichteter Teil einer Doppelhausanlage mit dem noch vorhandenen Teil der historischen Einfriedung als Teil des Ensembles Elbchaussee 20-26. Hinweis: Das Einzeldenkmal und zugleich Ensemble-Teil Elbchaussee 24 wurde am 11. August 2009 unter dieser Nummer in die Denkmalliste eingetragen. | 04.11.2008 |            | Ottensen        |                                                            |
| 1683        | Elbchaussee 24 | 1902 nach Plänen des Architekten Gustav Otte errichteter Teil einer Doppelhausanlage mit Einfriedung als Teil des Ensembles Elbchaussee 20-26 jeweils mit Einfriedungen. Hinweis: Der Ensemble-Teil Elbchaussee 26 wurde bereits am 4. November 2008 unter dieser Nummer in die Denkmalliste eingetragen. | 11.08.2009 |            | Ottensen        |                                                            |
| 1736        | Bleickenallee 5 | Schule Bleickenallee, Schulgebäude, errichtet 1927 nach Plänen von Gustav Oelsner | 04.08.2009 |            | Ottensen        |                                                            |
| 1737        | Museumstraße 15, 17, 19, Ottenser Marktplatz 17 | Schulgebäude (ehemalige Staatliche Handelsschule Altona, jetzt Staatliche Gewerbeschule Energietechnik G 10), Haus der Jugend und Altonaer Theater, errichtet zwischen 1927 und 1928 nach Plänen von Gustav Oelsner, umgebaut 1930 und 1950 | 04.08.2009 |            | Ottensen        | „Haus der Jugend“, Berufsschulzentrum und Altonaer Theater |
| 1793        | Hohenzollernring 27 | 1912 nach Plänen des Architekten Fritz Neubauer errichtetes Etagenwohnhaus mit Einfriedungsmäuerchen als Teil des Ensembles Hohenzollernring 27, 29 | 24.11.2009 |            | Ottensen        |                                                            |
| 1807        | Bahrenfelder Straße 133 | 1876 errichtetes Wohn- und Geschäftsgebäude | 24.02.2010 |            | Ottensen        |                                                            |
| 1808        | Elbchaussee 58 | Ensemble aus dem 1903 nach Plänen des Architekturbüros Lundt & Kallmorgen erbautes Wohnhaus mit Einfriedung zur Elbchaussee | 24.02.2010 |            | Ottensen        |                                                            |
| 1814        | Bleickenallee 6 | zwischen 1897 und 1900 nach Plänen des Bauherrn und Architekten J. H. F. Muhs errichtetes Etagenwohnhaus mit den erhaltenen inneren Details, dem Vorgarten, der erhaltenen Bepflanzung und der Einfriedung als Teil des Ensembles Bleickenallee 6-24 mit den erhaltenen inneren Details, den Vorgärten, den Bepflanzungen und den Einfriedungen (Bleickenallee 12 als nicht konstituierender Bestandteil des Ensembles) | 29.03.2010 |            | Ottensen        |                                                            |
| 1817        | Holländische Reihe 33, 35, 37 | um 1860 erbautes zweigeschossiges Sahlhaus mit charakteristischen drei Türen im Erdgeschoss als Einzeldenkmal und zugleich Teil des Ensembles Holländische Reihe 33–45 (Nr. 43 nicht konstituierend) | 05.05.2010 |            | Ottensen        |                                                            |
| 1821        | Braunschweiger Straße 7 | 1901 nach Plänen des Architekten F. Neugebauer errichtetes Eckwohnhaus als Einzeldenkmal und zugleich Teil des Ensembles Braunschweiger Straße 5, 7, Winterstraße 9 und 11 einschließlich Hinterhaus, 13, 15, 10-14 | 02.06.2010 |            | Ottensen        |                                                            |
| 1840        | Elbtreppe 13, 13 a, 15 a, 15 b | Ensemble der um 1888 als Sahlhaus errichteten Etagenwohnhäuser, Elbtreppe 15 a, 15 b gleichzeitig als Einzeldenkmal | 24.11.2010 |            | Ottensen        |                                                            |
| 1848        | Am Rathenaupark 1-11, Bernadottestraße 70-72, Griegstraße 2-18, Grünebergstraße 1-5, Othmarscher Kirchenweg 1-11 | Ensemble Moltkeblock, zwischen 1923 und 1925 errichtete Anlage aus drei- bis viergeschossigen Häusern mit Wohnungen unterschiedlicher Größe, mehreren Läden, einem Restaurant und einigen Ateliers Hinweis: Die Ensemble-Bestandteile Am Rathenaupark 13, 15, Grünebergstraße 2, 4, 6, Bleickenallee 41, 43, 45 wurden am 2. Juli 2012 unter derselben Nummer in die Denkmalliste eingetragen. | 25.11.2010 |            | Ottensen        | Am Rathenaupark Grünebergerstraße                          |
| 1848        | Am Rathenaupark 13, 15, Grünebergstraße 2, 4, 6, Bleickenallee 41, 43, 45 | zwischen 1923 und 1925 errichtete Anlage, umfassend 3 bis 4-geschossige Häuser mit Wohnungen unterschiedlicher Größe, mehreren Läden, einem Restaurant und einigen Ateliers als Teil des Ensembles Moltkeblock, bestehend aus den Gebäuden Am Rathenaupark 1-15, Bernadottestraße 70-72, Bleickenallee 41-45, Griegstraße 2- 18, Grünebergstraße 1-5 und 2-6, Othmarscher Kirchenweg 1-11 sowie aus den Vorgartenflächen und der Gartenfläche im Innenhof des Blocks Hinweis: Die Ensemble-Teile Am Rathenaupark 1-11, Bernadottestraße 70-72, Griegstraße 2- 18, Grünebergstraße 1-5, Othmarcher Kirchenweg 1-11 wurden bereits am 25. November 2010 unter derselben Nummer in die Denkmalliste eingetragen. | 02.07.2012 |            | Ottensen        | Bleickenallee Grünebergerstraße                            |
| 1883        | Lobuschstraße 6, 8 | zwischen 1888 und 1891 als Ottenser Bank errichtetes Gebäude als Bestandteil des Ensembles Lobuschstraße 2-10 | 11.11.2011 |            | Ottensen        |                                                            |
| 1901        | Friedensallee 91 - 105 | 1907 nach Plänen des Architekten Fritz Neugebauer errichtetes Etagenhausensemble, in den Grenzen, wie mit der Verordnung vom 20. Februar 2012 festgelegt Das maßgebliche Stück der Rechtsverordnung ist beim Staatsarchiv zur kostenfreien Einsicht für jedermann niedergelegt. Die Kartierung mit den Grenzen des Ensembles ist in der Denkmalliste hinterlegt. | 14.05.2012 |            | Ottensen        |                                                            |
| 1906        | Friedensallee 1- 3 | von 1883 bis 1895 und von 1899 bis 1900 errichtete drei- bis fünfgeschossige Etagenhäuser als Bestandteil des Ensembles Bahrenfelder Straße 165, Friedensallee 2-6, Bergiusstraße 4, Friedensallee 1-3, 5, 8-12 | 18.06.2012 |            | Ottensen        |                                                            |
| 531         | Am Lilienberg | vorgeschichtlicher Grabhügel, „Veilchen- oder Lilienberg“, Fundplatz 31 in Rissen | 10.07.1973 |            | Rissen          |                                                            |
| 532         | Feldweg 77 | vorgeschichtlicher Grabhügel „Voßberg“, Fundplatz 32 in Rissen | 10.07.1973 |            | Rissen          |                                                            |
| 533         | Gehege Klövensteen | vorgeschichtliche Grabhügel, Fundplätze 69, 70, 73 in Rissen. Hinweis: Die vorgeschichtlichen Grabhügel, Fundplätze 71, 72, 74 wurden am 23. Juli 2007 ebenfalls unter dieser Nummer in die Denkmalliste eingetragen. | 10.07.1973 |            | Rissen          |                                                            |
| 533         | Gehege Klövensteen | vorgeschichtliche Grabhügel, Fundplätze 71, 72, 74 in Rissen. Hinweis: Die vorgeschichtlichen Grabhügel, Fundplätze 69, 70, 73 wurden bereits am 10. Juli 1973 unter dieser Nummer in die Denkmalliste eingetragen. | 23.07.2007 |            | Rissen          |                                                            |
| 880         | Gudrunstraße 69 | 1939 errichtetes Wohnhaus von dem Architekten Konstanty Gutschow | 17.08.1988 |            | Rissen          |                                                            |
| 1072        | Sandmoorweg 85 | massiv errichtetes Landhaus mit Reetdeckung und dessen Umgebung. Die Kartierung mit der Umgebung ist in der Denkmalliste hinterlegt. 148 | 08.01.1996 |            | Rissen          |                                                            |
| 1161        | Hexentwiete 40 b, 42 a, b, c (vormals auch 42) | bronzezeitlicher Grabhügel, Fundplatz 33 in Rissen | 16.02.1998 |            | Rissen          |                                                            |
| 1162        | Gudrunstraße 76, Grot Sahl | stein- und bronzezeitlicher Grabhügel, Fundplatz 35 in Rissen | 16.02.1998 |            | Rissen          |                                                            |
| 1171        | Wittenbergener Weg | stein- und bronzezeitliche Grabhügel, Fundplatz 8 und 9 in Rissen | 16.04.1998 |            | Rissen          |                                                            |
| 1276        | Mechelnbusch 1-29, 2-26 | 1949–1954 nach Plänen von Max Corleis und Heinz Graaf als „Garten-Siedlung Mechelnbusch“ errichtete Wohn- und Gartenanlage mit Waschhaus. Die Kartierung des Ensembles ist in der Denkmalliste hinterlegt. | 24.01.2001 |            | Rissen          |                                                            |
| 1363        | Suurheid 20, Sieversstücken | Ensemble Krankenhaus Rissen, bestehend aus Gebäuden einer 1939 errichteten Kasernenanlage. Die Kartierung mit den Grenzen des Ensembles ist in der Denkmalliste hinterlegt. | 21.01.2003 |            | Rissen          |                                                            |
| 1364        | Gudrunstraße 120 | Ensemble, bestehend aus dem 1913 von den Architekten William und Rudolf Rzekonski entworfenen Landhaus und dem reetgedeckten Gartenpavillon | 03.02.2003 |            | Rissen          |                                                            |
| 1420        | Am Leuchtturm westlich 15 b und Elbe, südwestlich Rissener Ufer | 1899 bzw. 1900 errichtete Leuchttürme. Zusammen bilden die beiden sechseckigen Gittertürme eine Richtfeuerlinie elbabwärts, Oberfeuer in Tinsdal und Unterfeuer in Wittenbergen | 31.03.2004 |            | Rissen          | Tinsdal Wittenbergen                                       |
| 1428        | Wittenbergener Weg 110, 112 | Ensemble, bestehend aus dem 1921 nach Plänen des Architektenbüros Bensel & Kamps entstandenen Wohnhaus und dem ab 1906 nach Planungen des Landschaftsgärtners Rudolph Jürgens angelegten Parkgelände mit Pavillo.n Die Kartierung ist in der Denkmalliste hinterlegt. | 10.05.2004 |            | Rissen          |                                                            |
| 1501        | Raalandsweg 2 | vermutlich aus dem 18. Jahrhundert stammendes ehemaliges Bauernhaus, 1919 erfolgte ein Umbau durch den Architekten Carl Bensel | 06.10.2005 |            | Rissen          |                                                            |
| 1710        | Wedeler Landstraße 3 | im Kern vermutlich aus dem 18. Jahrhundert stammendes Backsteingebäude mit Reetdach | 21.04.2009 |            | Rissen          |                                                            |
| 1872        | Wittenbergener Weg, Rissener Ufer, Falkensteiner Ufer | Bodendenkmal, historischer Siedlungs- und Bestattungsplatz in Hamburg-Rissen mit den Fundplätzen 2, 5-7, 12-17, 78, 80, 89 | 21.06.2011 |            | Rissen          |                                                            |
| 1915        | Wedeler Landstraße 53 a–h, k | 1968 bis 1969 von Werner Kallmorgen als Ladenzentrum errichtetes Ensemble, bestehend aus neun kubischen Verkaufspavillons | 22.08.2012 |            | Rissen          |                                                            |
| 767         | Lerchenstraße 106 | klassizistisches Stadthaus, Vordergebäude | 15.10.1985 |            | Sternschanze    |                                                            |
| 907         | Sternschanze 1 (vorher auch 1 a, 1 b) | ehemaliges Bahnhofsempfangsgebäude (s. Bahnhof Hamburg Sternschanze), 1864 bis 1866 mit dem Bau der Umgehungsbahn entstanden | 13.09.1989 |            | Sternschanze    |                                                            |
| 970         | Schanzenstraße 75, 77, Bartelsstraße 12 | Gesamtanlage, bestehend aus dem zwischen 1897 und 1907 errichteten ehemaligen Fabrikkomplex „Montblanc“ zwischen Schanzenstraße und Bartelsstraße. Die Kartierung mit den Grenzen der Gesamtanlage ist in der Denkmalliste hinterlegt. | 05.06.1991 |            | Sternschanze    | Schanzenstraße Bartelsstraße                               |
| 979         | Sternschanze ohne Nummer | Wasserturm mit darunterliegendem Erdspeicher im Sternschanzenpark. Erbaut 1907/10 nach Entwürfen des bei den Hamburger Wasserwerken beschäftigten Architekten Wilhelm Schwarz unter Verwendung eines zwischen 1863 und 1865 nach Plänen des englischen Ingenieurs William H. Lindley fertiggestellten Erdreservoirs zur Baugründung. 58 Meter hoher, achteckiger Backsteinrohbau in Reformarchitektur von maximal ca. 32 Metern Durchmesser mit einem achtseitig gebrochenen Pyramidendach mit Schiefer-, ursprünglich Kupferdeckung. Im Innern nimmt die für die Jahrhundertwende typische Stahlträgerkonstruktion zwei übereinander angeordnete und etwa gleich große halbkugelförmige Wasserbehälter auf | 29.10.1991 |            | Sternschanze    |                                                            |
| 1124        | Schanzenstraße 56, 58, 62 | 1896 errichtetes Wohn- und Geschäftshaus | 19.03.1997 |            | Sternschanze    | Schanzenstraße 56 Schanzenstraße 56 und 62                 |
| 560         | Op'n Hainholt, Fuhlendorfweg | vorgeschichtlicher Grabhügel, Fundplatz 4 in Sülldorf, belegen zwischen Op’n Hainholt und Fuhlendorfweg | 25.10.1976 |            | Sülldorf        |                                                            |
| 729         | Sülldorfer Kirchenweg 259, 259 a–h | Gesamtanlage „Hof Behrmann“, insbesondere bestehend aus der Fachwerkscheune und dem Bauernhaus mit Wohn- und Wirtschaftsteil einschließlich Hofflächen und Einfriedung. Die Kartierung mit den Grenzen der Gesamtanlage ist in der Denkmalliste hinterlegt. | 07.08.1984 |            | Sülldorf        |                                                            |
| 850         | Sülldorfer Kirchenweg 224 | reetgedeckte Fachwerkkate, vermutlich aus der zweiten Hälfte des 18. Jahrhunderts | 08.12.1987 |            | Sülldorf        |                                                            |
| 858         | Sülldorfer Kirchenweg 254 | reetgedeckte Kate | 08.01.1988 |            | Sülldorf        |                                                            |
| 1294        | Marienhöhe 30 | um 1871 entstandenes ehemaliges Gutshaus des Gutes Marienhöhe, zweigeschossiger Putzbau mit 1922 von Walther Baedeker entworfenem Eingangsvorbau | 22.05.2001 |            | Sülldorf        |                                                            |
| 1834        | Lehmkuhlenweg, Schlankweg | Bodendenkmal in Sülldorf, Fundplatz 25, oberirdisch sichtbare Wölbäcker auf der alten Flur Loh | 12.10.2010 |            | Sülldorf        |                                                            |
| 1886        | Anne-Frank-Straße 82 | Ensemble, 1950 erbautes Wohnhaus mit Garten und Einfriedung | 13.12.2011 |            | Sülldorf        |                                                            |